# Socrate
Pour les articles homonymes, voir Socrates (homonymie).
Sauf précision contraire, les dates de cet article sont sous-entendues « avant l'ère commune », c'est-à-dire « avant Jésus-Christ ».
Socrate (en grec ancien : Σωκράτης / Sōkrátēs /sɔːkrátɛːs/) est un philosophe grec du Ve siècle av. J.-C., né vers -470/469 et mort en -399 à Athènes. Il est connu comme l'un des "fondateurs" de la philosophie.  Socrate n'a laissé aucun écrit, sa pensée et sa réputation se sont transmises par des témoignages indirects. Ses disciples, Platon et Xénophon, ont notablement œuvré à maintenir l'image de leur maître, qui est mis en scène dans leurs œuvres respectives.
Les philosophes Démétrios de Phalère, et Maxime de Tyr dans sa Neuvième Dissertation ont écrit que Socrate est mort à l'âge de 70 ans. Déjà renommé de son vivant, Socrate est devenu l'un des penseurs les plus illustres de l'histoire de la philosophie. Sa condamnation à mort et sa présence très fréquente dans les dialogues de Platon ont contribué à faire de lui une icône philosophique majeure. La figure Socratique a été discutée, reprise, et réinterprétée jusqu'à l'époque contemporaine. Socrate est ainsi célèbre au-delà de la sphère philosophique, et son personnage est entouré de légendes.
En dépit de cette influence culturelle, très peu de choses sont connues avec certitude sur le Socrate historique et ce qui fait le cœur de sa pensée. Les témoignages sont souvent discordants et la restitution de sa vie ou de sa pensée originelle est une approche sur laquelle les spécialistes ne s'accordent pas.

## Biographie

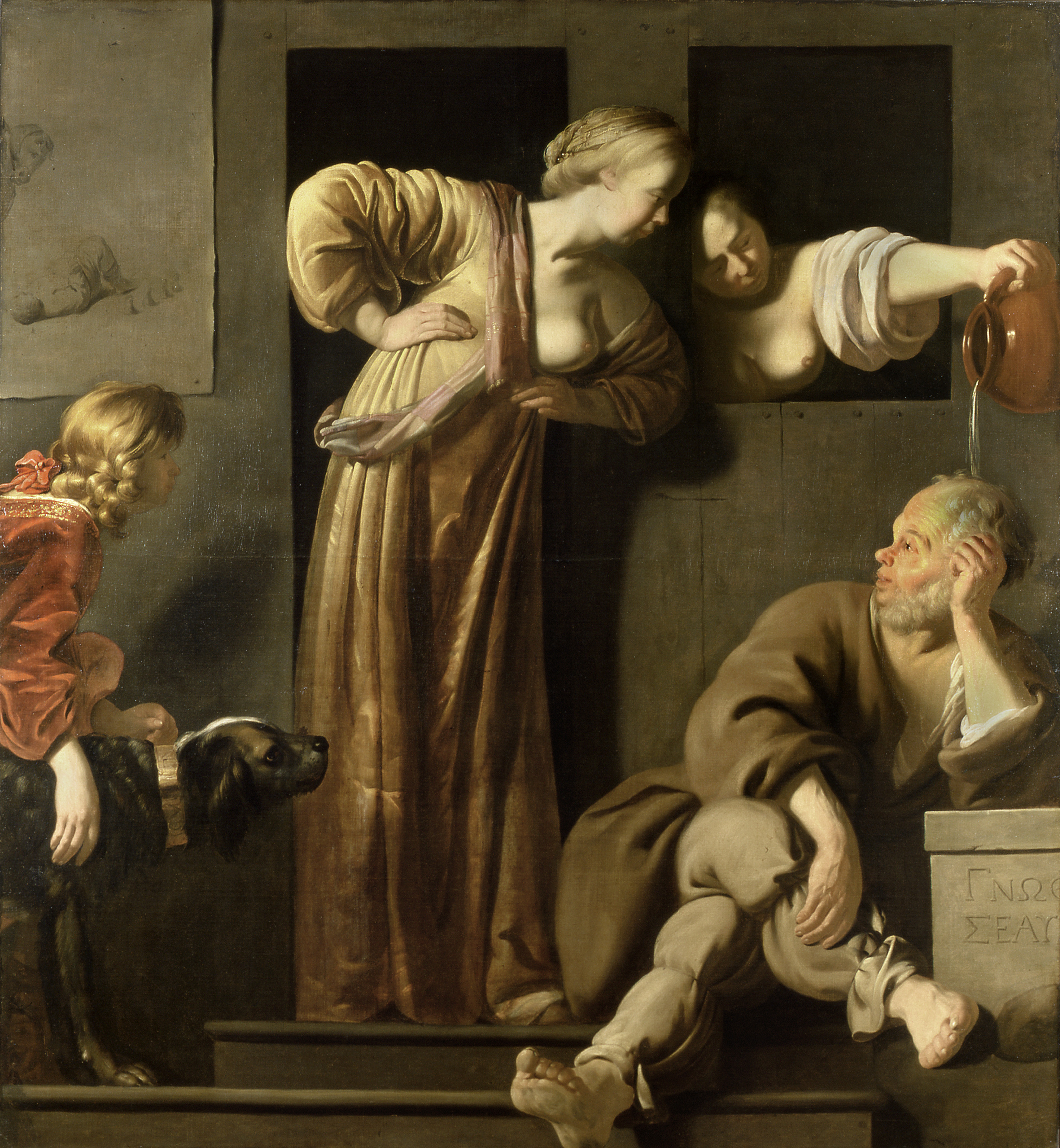
Socrate, ses deux épouses et Alcibiade par Reyer van Blommendael, peinture sur toile, 210 cm x 198 cm, XVIIe siècle, Musée des Beaux-Arts de Strasbourg.

La plupart de nos connaissances sur la vie de Socrate concernent le procès de -399. Socrate naît vers 471 av. J.-C., 470/469 ou 469/468,, dans la troisième ou quatrième année de la 77e olympiade, à la fin des guerres médiques, sans doute au mois de mai (6 du mois thargélion), près d'Athènes, dans le dème d'Alopèce, dème de la tribu d'Antiochide. Il est le fils de Sophronisque et de Phénarète. Son père était sculpteur ou tailleur de pierre et sa mère sage-femme. Il est toutefois possible que le nom de sa mère (qui signifie « qui fait apparaître la vertu ») et son métier ne soient qu'une invention destinée à souligner les propos de Socrate sur la maïeutique,. Socrate avait un demi-frère, Patroclès, fils de Chérédème, premier mari de sa mère.
Les renseignements sur sa vie privée sont peu sûrs, voire contradictoires. La tradition qui vient de Platon et Xénophon, le donne pour marié à Xanthippe, vers 415 avant J.-C. Selon une tradition douteuse anti-socratique remontant à Aristote, Socrate aurait peut-être été bigame, marié à Xanthippe et à Myrto, petite-fille d'Aristide le Juste,,. Il aurait eu trois enfants de Xanthippe, à laquelle la tradition fait une réputation de mégère : Lamproclès, l'aîné selon Xénophon, Sophronisque et Ménexène,. En dépit du physique peu avantageux que lui prêtent Platon et Xénophon, Socrate est un séducteur de jeunes gens, au point d'être accompagné par un groupe d'admirateurs imitant son mode de vie,. D'après une autre tradition, mentionnée par Aristoxène, Socrate avait une forte inclination pour les femmes,.
Socrate est présenté par Platon comme étant pauvre, tandis que Xénophon conteste que l'on puisse le dire pauvre au motif que n'ayant que peu de besoins Socrate n'avait pas l'utilité d'une grande fortune. On ne connaît par ailleurs à Socrate pas d'autres activités que la philosophie. Cependant, ayant servi comme hoplite durant la guerre du Péloponnèse, il n'était pas un thète, la plus pauvre des quatre classes, dispensée du service hoplitique (service militaire grec), et sa pauvreté doit sans doute se comprendre relativement aux jeunes gens riches qui formaient son entourage.

### Hoplite
Il a été hoplite dans trois campagnes militaires pendant la guerre du Péloponnèse : celles de Potidée en -431/430, de Délion en -424 et d'Amphipolis en -422. Ces campagnes semblent d'ailleurs les seuls déplacements de Socrate hors d'Athènes. Platon le montre comme faisant preuve d'un courage physique hors du commun : « là [à Délion] comme à Athènes, il marchait fièrement et avec un regard dédaigneux, pour parler comme toi, Aristophane. Il considérait tranquillement tantôt les nôtres, tantôt l'ennemi, faisant voir au loin, par sa contenance, qu'on ne l'aborderait pas impunément. Aussi se retira-t-il sain et sauf, lui et son compagnon ; car, à la guerre, on n'attaque pas ordinairement celui qui montre de telles dispositions ».
Le courage dont il fait preuve n'est pas seulement physique, mais aussi politique, quel que soit le régime. En -406, après la bataille des Arginuses, on décide, sous l'influence des démagogues, de juger collectivement les généraux ayant conduit cette bataille, au motif qu'ils n'ont pas recueilli les corps des morts. Le hasard veut que Socrate se trouve être alors prytane et chef de l'assemblée. Il est le seul des cinquante prytanes, au péril de sa vie, à s'opposer à cette procédure illégale : selon la loi athénienne, c'est en effet un à un, et non collectivement, qu'on pouvait condamner ces hommes. Son opposition n'empêche toutefois pas les généraux d'être condamnés à mort. En -404, sous le régime des Trente, il refuse d'obéir à l'ordre qui lui est donné d'arrêter un proscrit, Léon de Salamine, là encore au péril de sa vie,,.
Athènes est au ve siècle le centre de la vie culturelle et un lieu de passage obligé pour les personnalités du temps : l'historien Hérodote, les physiciens Parménide et Anaxagore, le médecin Hippocrate, les sophistes Protagoras, Gorgias, Hippias et Prodicos, entre autres. On ignore quelle a été la formation de Socrate. Anaxagore et Archélaos de Milet lui ont été donnés comme maîtres par une tradition tardive, mais ce n'est peut-être qu'une reprise du passage « autobiographique » du Phédon : Socrate y déclare avoir étudié les livres d'Anaxagore. Platon et Xénophon ne donnent en réalité aucun renseignement clair sur d'éventuels maîtres de Socrate, Lucien de Samosate explique tout au plus que Socrate fréquentait les écoles de joueuses de flûte, et qu’il prit quelques leçons chez l'hétaïre Aspasie. Plusieurs passages de Platon le présentent comme disciple du sophiste Prodicos de Céos, mais l'ironie dont fait preuve Socrate à ce sujet ne donne aucune certitude,.

### Enseignement public
Vers -435, il commença à enseigner dans la rue, dans les gymnases, les stades, les échoppes, au gré des rencontres. Il parcourait les rues d'Athènes vêtu plus que simplement et sans chaussures, dialoguant avec tous.

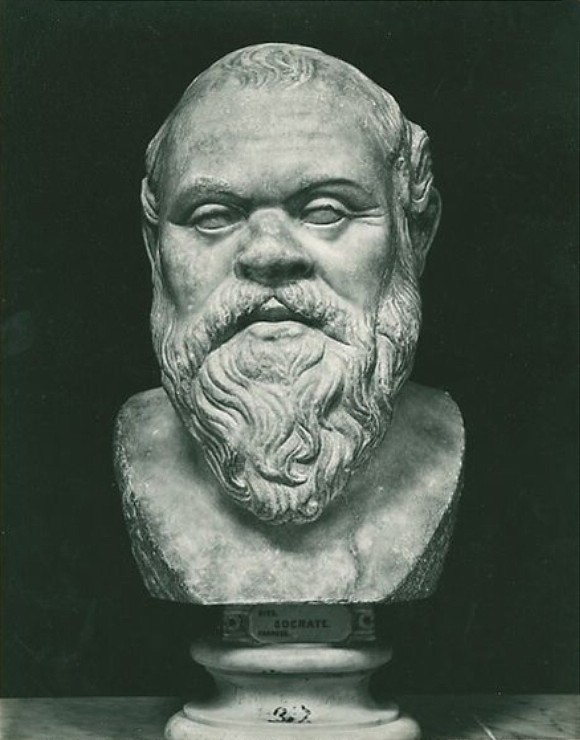
Buste de Socrate
Photographie de Domenico Anderson.

Il enseignait, ou plus exactement questionnait, gratuitement — contrairement aux sophistes, qui enseignaient la rhétorique moyennant une forte rétribution. L'année -420 est importante, puisque la Pythie de Delphes aurait répondu à son ami d'enfance Chéréphon : « Il n'y a pas d'homme plus sage que Socrate ».
On sait que Socrate passait à certaines occasions plusieurs heures debout et immobile. Platon en a fait une description dans Le Banquet. La philosophie étant un mode de vie, il s'agit ici d'un exercice de méditation, ou « dialogue avec soi-même », pratiqué dans l'Antiquité par les philosophes. Outre Socrate, Pyrrhon ou Cléanthe par exemple s'y adonnaient,.

### Procès
Au printemps -399, cinq ans après la fin de la guerre du Péloponnèse, un procès pour impiété (ἀσεβείας γραφή / asebeías graphế) est intenté à Socrate par trois accusateurs, Anytos, homme politique de premier plan, et deux comparses, Mélétos, un poète, et Lycon, obscur orateur. Les chefs d'accusation sont les suivants : « ne pas reconnaître les mêmes dieux que l'État, […] introduire des divinités nouvelles et […] corrompre la jeunesse »,. Sur les 501 juges, 281 votent en faveur de la condamnation, 220 de l'acquittement. Platon indique que la condamnation s'est faite avec une très faible majorité, à 31 voix près. Invités à proposer une peine, Mélétos demande la peine de mort, Socrate demande à être nourri au Prytanée, honneur réservé aux citoyens les plus méritants. Les juges votent alors en faveur de la peine de mort. Les commentateurs contemporains sont partagés sur l'interprétation à donner à ce procès : les uns pensent que les chefs d'accusation sont les véritables motifs du procès, les autres qu'ils sont un prétexte et que les véritables motifs sont de nature politique.
À propos du premier chef d'accusation, la question s'est posée de savoir ce qu'on reprochait exactement à Socrate : être athée, donc ne pas croire tout court aux dieux, ou être impie, c'est-à-dire ne pas honorer les dieux d'Athènes. Platon et Xénophon le présentent comme s'il se défendait contre une accusation d'eusébie, ce qui contredirait l'accusation d'introduire de nouvelles divinités. Ses disciples ne présentent jamais Socrate comme un athée, mais, même si Socrate ne croit pas aux fables des poètes sur les dieux, il n'est pas non plus présenté comme un impie, et ce dernier point ne suffit pas à lui seul à comprendre la raison de ce procès pour cette forme d'impiété. La possibilité même d'un procès pour asébie à Athènes à cette date n'est pas assurée. Un décret à ce sujet, datant du début de la guerre du Péloponnèse, est mentionné par Plutarque et aurait visé Périclès à travers Anaxagore. Mais son authenticité ou le fait qu'il soit toujours en vigueur en -399 sont discutés.
Le chef d'accusation relatif à l'introduction de nouvelles divinités (δαιμόνια / daimónia) est mis en relation par Platon et Xénophon avec le « signe divin » (δαιμόνιον σημεῖον  / daimónion sêmeîon) de Socrate. Dans Les Nuées d'Aristophane, Socrate est présenté comme un « physicien », substituant aux anciens dieux des entités telles que les Nuées, la Langue ou le Vide. Mais le signe divin de Socrate n'apparaît nulle part dans la pièce et il est possible que ce chef d'accusation soit la manifestation d'une certaine jalousie des Athéniens envers ce qui pouvait apparaître comme une faveur des dieux à l'égard de Socrate,.
L'accusation de corrompre la jeunesse est liée par Platon à celle d'impiété. Mais pour Louis-André Dorion, ce lien paraît superficiel et le véritable motif serait d'ordre politique. Cette accusation est par ailleurs mise en relation avec la pratique de l'elenchos (ἔλεγχος / élegkhos). La révélation en public de l'ignorance de certains, se croyant savants, par Socrate et les jeunes gens qui l'imitaient, ainsi que l'influence que l'on attribuait au philosophe sur certains de ses disciples, Alcibiade,, Charmide, Critias, considérés comme ayant trahi la démocratie athénienne, ont clairement pu donner aux Athéniens l'idée que Socrate corrompait la jeunesse. La récente loi d'amnistie de -403, votée après le rétablissement de la démocratie, explique sans doute pourquoi le procès intenté à Socrate n'est pas ouvertement politique. Dès les environs de -393, le sophiste Polycrate d'Athènes publie un pamphlet, Accusation de Socrate, attaquant le philosophe sur le plan politique, auquel Xénophon répond dans ses Mémorables. Pour Gregory Vlastos, le fait de ne pas avoir de croyances orthodoxes (l'« impiété ») n'était pas à soi seul un motif pour être condamné. La véritable raison de la condamnation de Socrate tient au « caractère agressif de sa mission publique », c'est-à-dire qu'il se sentait obligé de débattre avec tout un chacun dans les rues d'Athènes, pouvant donner par là la fausse idée qu'il enseignait à ses disciples à ne pas respecter la religion traditionnelle.

### Mort

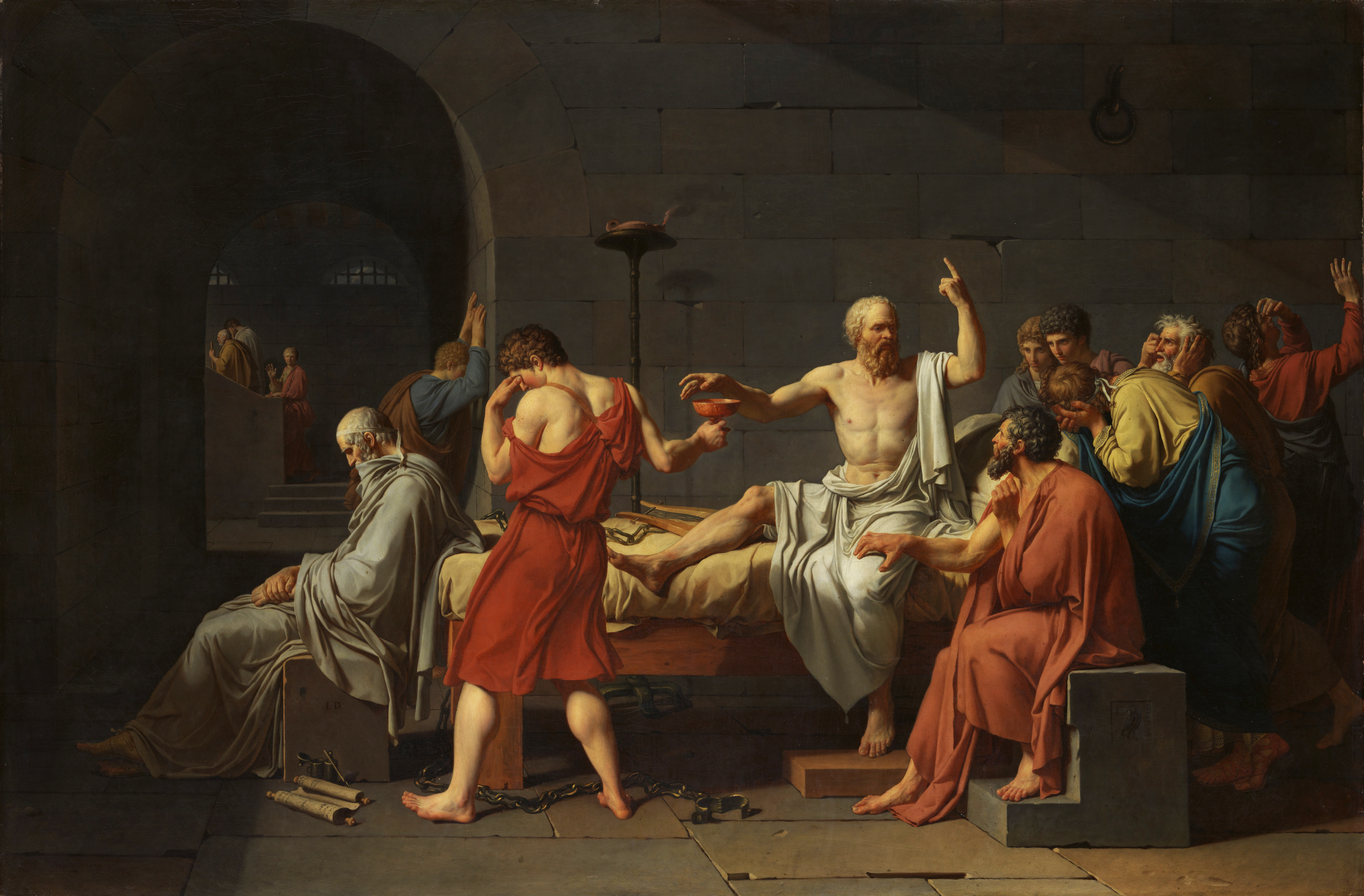
Jacques-Louis David, La Mort de Socrate (1787), conservé au Metropolitan Museum of Art de New York.

Un mois s'écoula entre la condamnation de Socrate et sa mort, pendant lequel il resta enchaîné dans la prison des Onze. Ses amis lui rendaient visite et s'entretenaient avec lui quotidiennement. Deux dialogues de Platon sont censés se dérouler pendant cette période, le Criton et le Phédon. Le jour venu, Socrate boit le poison létal, la ciguë, en présence d'Apollodore de Phalère, Criton et son fils Critobule, Hermogène, Épigénès, Eschine, Antisthène, Ménexène, son cousin Ctésippos de Péanie, et quelques anonymes. Ce « poison d'État » contenait probablement une préparation à base de suc de Grande Ciguë, associé à du datura et de l'opium pour augmenter l'effet toxique tout en réduisant la souffrance et neutralisant les spasmes consécutifs à son absorption.
En choisissant de mourir, Socrate affirme la primauté de la vertu sur la vie : la vie du corps est subordonnée à la pensée. Cet événement est à l'origine du platonisme dans lequel le Bien est supérieur à toute chose. En ce sens, philosopher est un exercice spirituel d'apprentissage de la mort : « c'est donc un fait […] que les vrais philosophes s'exercent à mourir et qu'ils sont, de tous les hommes, ceux qui ont le moins peur de la mort. » Il s'agit dans le platonisme de mourir en son corps, ses passions et son individualité, pour s'élever à l'universalité de la pensée. Cette idée de la philosophie comme apprentissage de la mort se retrouve ensuite dans une bonne partie de la philosophie occidentale : chez les stoïciens ou chez Montaigne par exemple, mais aussi chez des anti-platoniciens comme les épicuriens ou Heidegger.

## Place de Socrate dans la philosophie antique

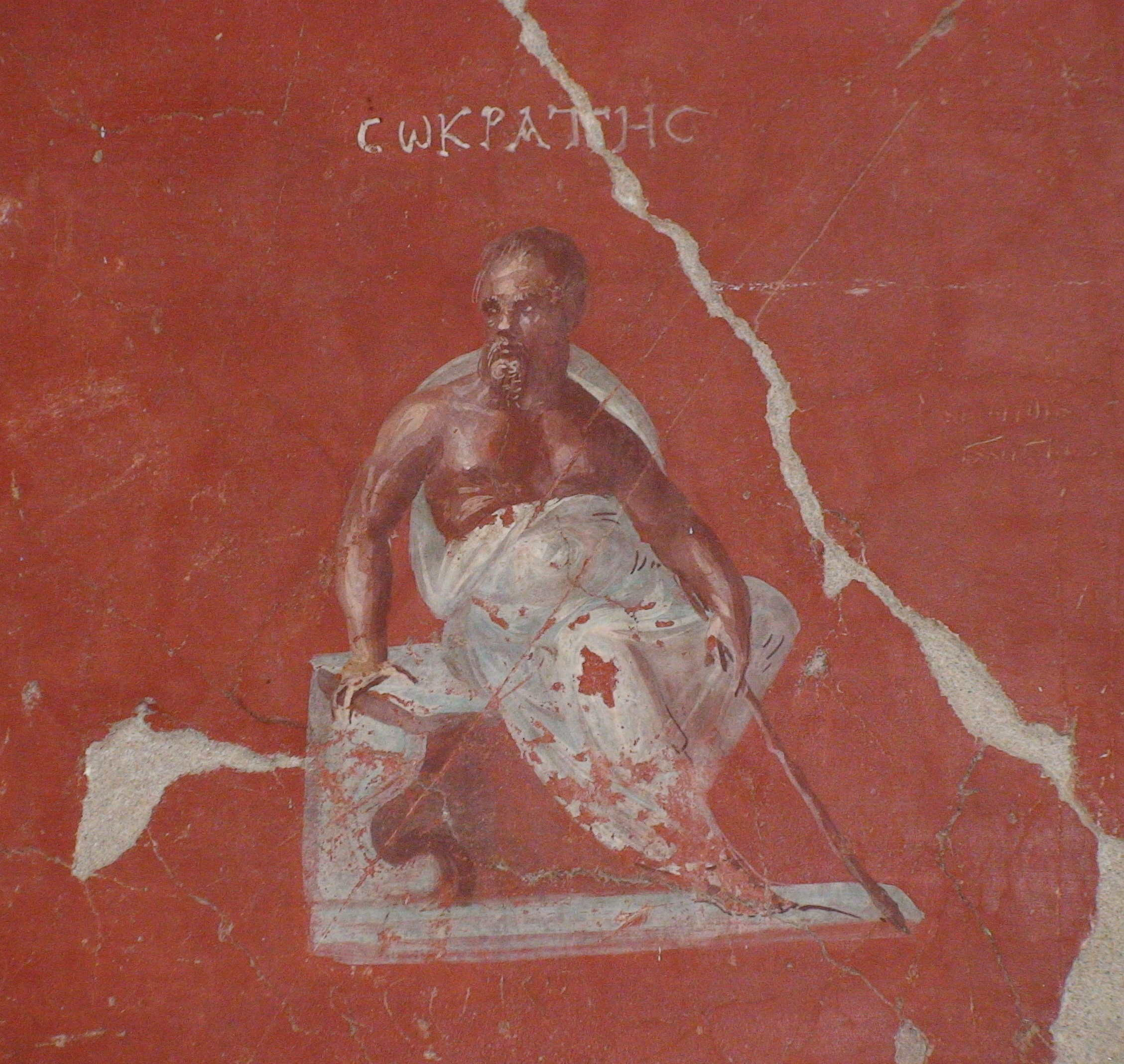
Socrate, fresque de l'Antiquité tardive, musée archéologique d'Éphèse.

Il existait avant Socrate des individus réputés pour être sages (sophoi), faisant preuve de sophia (c'est-à-dire de sagesse, de savoir, ou de savoir-faire),. Ces sages, maîtres de vérité ou de sagesse, représentent une sorte d'aristocratie, tandis que les sophistes, qui affirment pouvoir enseigner le savoir à tous contre paiement, sont le versant démocratique de la sagesse. En s'opposant aux uns et aux autres, Socrate est le premier philosophe (philosophos), tel que le définit pour la première fois Platon dans le Banquet, c'est-à-dire celui qui est non sage, mais qui désire (philein) la sagesse, sachant qu'il ne l'a pas. Individu inclassable, il provoque chez les autres le bouleversement de soi-même d'une façon irrationnelle. Cette remise en question de l'individualité se trouve dépassée dans le dialogue entre un individu et un autre, dialogue fondé sur la raison, pour atteindre l'universalité,. Par la suite, pour toutes les écoles philosophiques de l'Antiquité, la figure du sage est avant tout un idéal. Et toutes, à l'exception de l'épicurisme, s'accordent pour reconnaître que Socrate, celui qui ignore qu'il est sage, est une incarnation de cet idéal.
Par la suite, une tradition a fait de Thalès de Milet le « premier philosophe », tandis qu'une autre tradition, remontant à Platon, Xénophon et Aristote, fait de Socrate le « père de la philosophie ». Thalès serait le premier à attribuer aux phénomènes naturels des causes matérielles et non surnaturelles, alors que Socrate serait le premier à consacrer la réflexion philosophique aux affaires humaines, et non plus à l'étude de la nature. Cette tradition en vigueur chez les Anciens d'un Socrate comme père de la philosophie est à l'origine chez les Modernes de la désignation des philosophes qui l'ont précédé (ou qui sont parfois ses contemporains) comme « présocratiques ». Elle est aussi à l'origine de l'idée selon laquelle Socrate est le « fondateur de la science morale ». Mais c'est surtout l'exemplarité de sa vie et de sa mort au service de la philosophie qui en fait le père de celle-ci.
L'idée du cosmopolitisme est attribuée à Socrate par Plutarque : l'idée de patrie lui serait étrangère, même si Socrate a toujours gardé une tendresse pour sa ville natale.

### Socrate et les sophistes
Les sophistes se placent sans doute dans la continuité de l'école éléatique. En effet, pour l'éléate Parménide, il y a identité entre l'être et le discours. Mais pour Parménide, l'être prime et c'est lui qui assure que le discours peut être vrai. Les sophistes traitent eux aussi du problème des rapports entre l'être et le discours, mais opèrent un renversement : c'est désormais le discours qui a la primauté. Ce qui conduit à deux positions sophistiques : celle de Gorgias, pour qui il n'y a pas d'être, et celle de Protagoras, pour qui n'importe quel discours peut donner une existence à n'importe quel être.
Socrate est en accord avec Parménide sur le fait qu'il existe un Être unique, existant indépendamment du discours et supérieur à lui. Mais il accorde cependant aux sophistes qu'il existe aussi une multitude d'autres êtres, qui peuvent se montrer illusoires et trompeurs, en relation avec le discours. Contrairement aux sophistes, Socrate est cependant le premier à penser que ces êtres existent aussi en dehors du discours, préservant ainsi la possibilité d'un discours vrai, qui ne varie pas en fonction de la subjectivité de chacun. Socrate est ainsi à l'origine en philosophie de la notion de concept, ouvrant par là le chemin aux idées platoniciennes.

### Disciples et continuateurs
Parmi ses élèves, sept sont d'après Diogène Laërce considérés comme particulièrement importants. Ce sont Antisthène, Eschine de Sphettos, Platon, Xénophon, Euclide de Mégare, Aristippe de Cyrène et Phédon d'Élis. Tous, sauf peut-être Aristippe, ont écrit des dialogues socratiques. Ce sont des fictions littéraires dans lesquelles des sujets philosophiques font l'objet d'un débat « à la manière » de Socrate. Seuls nous sont parvenus en entier des dialogues de Platon, du Pseudo-Platon (anciennement attribués à Platon mais qui n'ont pas été écrits par lui) et de Xénophon.
Il eut d'autres disciples, dont Apollodore et son frère Aïantodore ; Isocrate, pendant une courte période ; Cébès, Chéréphon, son ami d'enfance et assistant ; Ménexène, Simmias, Métrodore, Alcibiade dès -431, Charmide, Critias, Théétète d'Athènes, Criton et ses enfants Critobule, Hermogène, Epigène et Ctésippe[Information douteuse] ; Spintharos, père d'Aristoxène ; Hermogène, Lysanias de Sphettos, père d'Eschine de Sphettos ; Coriscos de Scepsis, père de Nélée de Scepsis. L'un de ses disciples, Euclide de Mégare, en 405 av. J.-C., fonda la première école des « Petits socratiques » : le mégarisme. En 400 av. J.-C., un autre disciple, Antisthène, a fondé la deuxième école des « Petits socratiques » : le cynisme. L'année suivante, Aristippe fonda la troisième école : le cyrénaïsme. L'acmé de Socrate est contemporaine de la mort d'Anaxagore.

## Le Socrate d'Aristophane

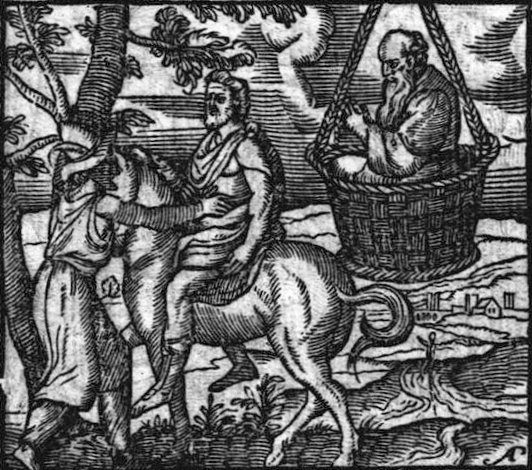
Illustration des Nuées, dans les Emblemata de Johannes Sambucus, 1564.

Les plus anciens témoignages sur Socrate se trouvent dans la comédie attique. Outre Aristophane, qui a raillé Socrate dans sa pièce Les Nuées, au moins quatre auteurs s'en sont pris à Socrate dans leurs comédies : Amipsias, Téléclidès, Callias et Eupolis. D'après les fragments conservés, Socrate y apparaît comme le type caricatural de l'« intellectuel », pauvre et affamé. Ces fragments n'ont pas d'intérêt du point de vue philosophique, mais on peut en conclure que Socrate était un personnage connu dans l'Athènes de la fin du ve siècle. Lorsque Aristophane remporte le troisième prix aux Grandes Dionysies avec les Nuées en -423, le deuxième prix revient à Amipsias avec sa pièce Konnos, qui est le nom du professeur de cithare de Socrate.
Le portrait de Socrate dans Les Nuées d'Aristophane, de fait le seul témoignage datant du vivant même de Socrate, est en complète contradiction avec celui de Platon et Xénophon sur plusieurs points. C'est notamment le cas pour les trois chefs d'accusation du procès de Socrate en -399 : ne pas croire aux dieux de la cité et les remplacer par des divinités nouvelles, et corrompre la jeunesse, chefs d'accusation qui sont anticipés dans la pièce. Aristophane contredit aussi Platon et Xénophon en présentant Socrate par exemple comme donnant des leçons contre paiement, afin d'apprendre à faire triompher le Raisonnement injuste sur le Raisonnement juste ; comme étudiant la physique et les causes matérielles des phénomènes ; ou encore comme étant le maître d'une école. Aristophane a peut-être cherché à faire la caricature de l'intellectuel en lui donnant le nom d'un personnage connu, en l'occurrence Socrate, mais sans viser la personne elle-même. Le personnage de Socrate serait ainsi composé d'éléments appartenant à plusieurs groupes : l'étude de la nature aux philosophes dits présocratiques, les leçons de rhétorique contre paiement aux sophistes, ou encore certains aspects de l'« école » tel le secret aux pythagoriciens. Cette explication a cependant le défaut de ne pas rendre compte de ce qui est spécifiquement « socratique » dans le personnage des Nuées. Une autre hypothèse serait que le Socrate d'Aristophane soit bien un personnage historique, mais qu'il corresponde à une époque de la vie de Socrate que n'ont connue ni Platon — né en -428 — ni Xénophon — né en -430 —, encore enfants. Cela concorderait avec certains témoignages, dont celui de Diogène Laërce qui font de Socrate un élève d'Anaxagore et d'Archélaos, ainsi qu'avec un passage du Phédon (95e-99d) de Platon considéré parfois comme « autobiographique » : Socrate se serait ainsi consacré à une époque de sa vie à des recherches sur la nature (φύσις). Cependant le personnage d'Aristophane est avant tout considéré comme un sophiste, et aucun autre témoignage ne permet de confirmer que Socrate l'ait été. Le débat entre spécialistes sur l'interprétation à donner au Socrate d'Aristophane n'est pas tranché.

## Le Socrate de Platon
Pour Gregory Vlastos, il existe chez Platon deux philosophes portant le nom de Socrate, pratiquant deux philosophies opposées. Le premier Socrate apparaît dans les dialogues de jeunesse de Platon : l'Apologie de Socrate, le Charmide, le Criton, le Euthyphron, le Gorgias, le Hippias mineur, le Ion, le Lachès, le Protagoras et le livre I de la République, qui sont tous des dialogues réfutatifs, et qui sont suivis de dialogues de transition, le Euthydème, le Hippias majeur, le Lysis, le Ménexène et le Ménon. Le second Socrate apparaît dans un deuxième groupe de dialogues, ceux de la période intermédiaire de Platon : le Cratyle, le Phédon, le Banquet, la République (livres II à IX), le Phèdre, le Parménide, le Théétète. Platon chercherait dans le premier groupe de ses dialogues à rendre compte de la philosophie du Socrate historique, tandis que dans le second groupe, Socrate devient le porte-parole de sa propre philosophie. Vlastos identifie ainsi dix points sur lesquels le Socrate des dialogues de jeunesse est en opposition avec celui des dialogues de la période intermédiaire : la philosophie du premier par exemple est seulement morale, tandis que le second « est aussi un métaphysicien, un épistémologue, un philosophe de la science, un philosophe du langage, ainsi qu'un philosophe de la religion, de l'éducation et de l'art. Son domaine est une encyclopédie complète de la philosophie en tant que science ».

### Oracle de Delphes et mission divine
L'oracle de Delphes est au commencement de la vie philosophique de Socrate. Ainsi qu'il le raconte selon l'Apologie de Socrate de Platon (21a), la Pythie répond à son ami Chéréphon, venu l'interroger à ce sujet[pas clair], que Socrate est le plus sage des hommes. Socrate cherche à résoudre l'énigme de la Pythie : sachant qu'il ne sait rien, comment peut-il être plus sage que ceux qui sont réputés savoir ? Il interroge donc hommes politiques, poètes, artisans : dans tous les cas, ils se révèlent doublement ignorants, croyant connaître ce qu'ils ne savent pas et ne sachant pas qu'ils sont ignorants. Socrate est donc bien le plus sage des hommes, puisqu'il ne croit pas savoir ce qu'il ne sait pas.
Seuls les dieux détiennent le véritable savoir (sophia), le philosophe étant celui qui désire (philein, désirer) ce savoir. Or tout un chacun peut être philosophe. Aussi, parce que le dieu de Delphes a cité son nom, Socrate pense avoir pour mission de révéler aux hommes leur ignorance et de se préoccuper plutôt de leur âme que de leur corps ou de leurs biens matériels, afin qu'ils s'améliorent. Mais cet oracle à lui seul ne suffit pas à expliquer que Socrate pense être investi d'une mission. C'est en réalité à plusieurs reprises que l'ordre d'interroger les citoyens d'Athènes lui a été donné : « c'est le dieu qui m'a prescrit cette tâche par des oracles, par des songes et par tous les moyens dont un dieu quelconque peut user pour assigner à un homme une mission à remplir. » La relation entre la philosophie et la religion, soit que la première soit subordonnée à la seconde, soit qu'elle soit autonome par rapport à la religion, est l'un des importants problèmes posés dans l'interprétation de la philosophie socratique,.

### Piété de Socrate
Les croyances de Socrate sont celles de son temps. Le problème posé à la raison par l'existence du surnaturel est résolu par des penseurs présocratiques dont Anaximandre, Démocrite, Anaxagore, sans que ceux-ci nient ouvertement son existence. Dans le cadre de leur « science de la nature » - physiologia - la notion de nature comprend tout ce qui est, sans laisser de place au surnaturel. Et s'il existe une entité appelée « dieu », elle désigne l'intelligence, naturelle, qui ordonne le cosmos. Le juron préféré de Socrate est « Par le chien », et se rapporte au dieu égyptien Anubis ; il jure également par le platane ou l'oie. Idoménée de Lampsaque avait dépeint Socrate comme rhéteur sous des traits peu amènes. En outre il accusait clairement Eschine de Sphettos d'avoir publié sous son nom les propres ouvrages de Socrate que possédait sa femme, Xanthippe.
En dépit du portrait qu'en fait Aristophane, Socrate ne se préoccupe pas de physiologia, ni de cosmologie. Son seul domaine de recherche est celui de la philosophie morale. Tout comme les philosophes ioniens, il rationalise les dieux : mais les dieux de Socrate ne sont pas des dieux naturalisés, ce sont des dieux moraux (et surnaturels). Le principe essentiel de sa théologie morale est que le dieu est bon, et qu'il n'est donc la cause que du bien : « Or le dieu est réellement bon, et c'est ce qu'il faut dire qu'il est ? […] Le dieu, […] puisqu'il est bon, ne peut pas non plus être la cause de toutes choses […] ; pour celles qui sont bonnes, il ne faut pas chercher d'autre cause que lui, tandis que pour les mauvaises il faut chercher d'autres causes que le dieu ». Dans la religion traditionnelle, les dieux, objets d'un culte officiel, peuvent agir en bien comme en mal, à l'image de Héra poursuivant Héraclès de sa vindicte. À cet égard, les dieux exclusivement moraux de Socrate justifient l'accusation qui lui est faite lors de son procès de substituer aux dieux de l'État de nouvelles divinités.
Pour Socrate, « la piété consiste à faire l'œuvre d'un dieu au profit des êtres humains », selon Vlastos. Aussi la réponse de l'oracle de Delphes engage-t-elle Socrate sur la voie qui fait de lui un « philosophe des rues ». Les signes envoyés par les dieux ne pouvant être interprétés qu'à la lumière de la raison, et Socrate étant le plus sage, il est donc de son devoir d'engager les Athéniens à perfectionner leur âme.

### Le signe divin (to daimonion)
Ce qui est couramment appelé le « Daimon » de Socrate est en réalité chez Platon « le signe divin » (to daimonion, sous-entendu semeion). Ce signe se manifeste depuis l'enfance de Socrate sous la forme d'une voix qui, dit-il, « me détourne toujours de ce que je me propose de faire, mais ne m'y pousse jamais ». Ces interdictions concernent souvent des actions sans intérêt du point de vue moral, mais sont parfois plus fondamentales : c'est ainsi le cas de l'interdiction de faire de la politique. Le signe divin ne donnant jamais ses raisons, c'est à Socrate d'en interpréter les motivations. Dans le cas de la politique, Socrate pense qu'il aurait fini par y perdre la vie, ce qui l'aurait empêché de poursuivre sa mission au service du dieu, philosopher en harcelant les citoyens d'Athènes, à l'image d'un taon attaché à un cheval.
La relation entre les interventions du signe et les interprétations rationnelles qu'en donne Socrate fait l'objet de deux interprétations opposées. L'une, soutenue par Gregory Vlastos, défend la souveraineté et l'autonomie de la raison : si le daimonion lui avait donné un ordre que Socrate aurait estimé contraire à la raison, il aurait refusé d'obéir. Cela n'arrive certes jamais chez Platon, mais si Socrate avait été placé dans la situation d'Abraham, à qui Dieu ordonne de sacrifier son fils Isaac, la foi n'aurait pu l'emporter sur la raison. Au contraire, pour Louis-André Dorion, la raison est subordonnée aux ordres du signe divin : Socrate cherche à les interpréter rationnellement, mais ne les remet jamais en cause, pas davantage qu'il ne remet en cause l'oracle de Delphes faisant de lui l'homme le plus savant. Ce n'est cependant pas un comportement irrationnel. Le dieu seul détient une authentique sagesse et ne peut qu'être toujours rationnel. En obéissant aux ordres de son signe ou de l'oracle, Socrate partage de façon fugitive une rationalité infiniment supérieure à la rationalité humaine.
C'est à partir du IIe siècle apr. J.-C., avec Plutarque, Maxime de Tyr et Apulée, que le signe divin (daimonion) de Socrate devient un « démon » (daimon), être intermédiaire entre les dieux et les hommes.

### Ignorance et ironie

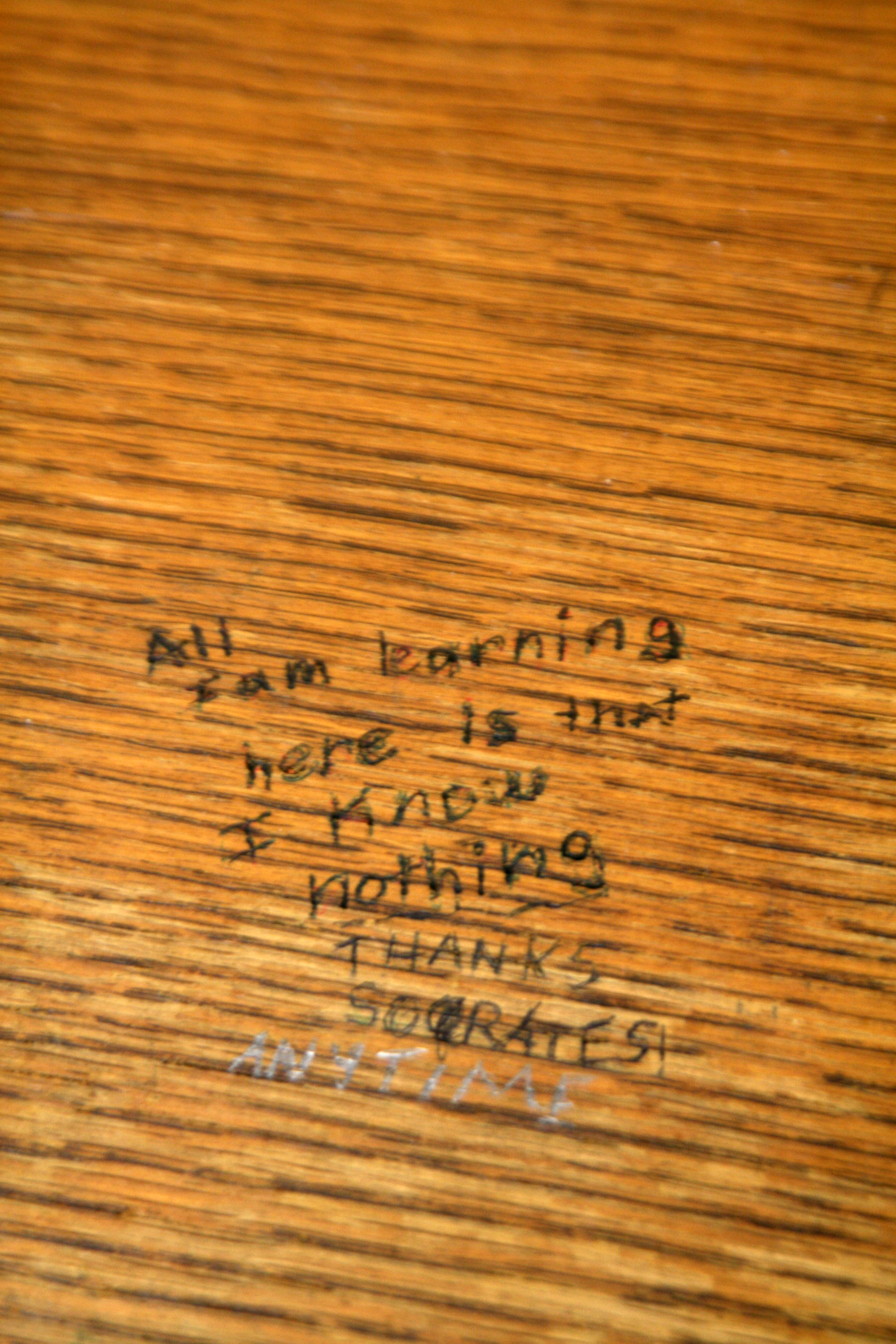
« Tout ce que j'apprends ici, c'est que je ne sais rien. Merci Socrate ! » Graffiti, Regenstein Library, Université de Chicago.

Socrate est donc paradoxalement le plus savant, selon l'oracle de Delphes, bien que lui-même se dise ignorant. Cette ignorance est affirmée à de nombreuses reprises dans les dialogues platoniciens et est l'une des caractéristiques les plus originales du Socrate de Platon par rapport au Socrate de Xénophon. Elle est la même que celle que Socrate révèle chez ses interlocuteurs : elle a trait aux sujets les plus importants, qui relèvent de l'éthique. Certains de ses interlocuteurs perçoivent cette ignorance comme une feinte. En effet, si Socrate ne sait pas, il ne peut répondre aux questions, ce qui lui permet de se placer dans la position de celui qui interroge, tandis qu'à l'inverse celui qui affirme savoir, ou croit savoir, doit nécessairement répondre.
C'est ce qu'on appelle l'« ironie socratique », laquelle est en fait une double feinte : d'une part Socrate feint de ne pas savoir, et d'autre part il feint de croire que son interlocuteur sait. Aussi Socrate affirme ne pas avoir de disciples et ne pas enseigner : « Je n'ai jamais, en effet, été le maître de personne ». Il se met au contraire à la place de celui qui cherche à apprendre d'autrui. Ainsi, au livre I de la République, Thrasymaque a bien compris l'attitude de Socrate : « voilà l'ironie ordinaire de Socrate. Ne l'avais-je pas dit tout à l'heure que tu ne voudrais pas répondre, que tu plaisanterais à ta manière, et t'arrangerais pour ne faire aucune réponse à mes questions. […] Voilà, dit-il, le grand secret de Socrate : il ne veut rien enseigner, et il va de tous les côtés apprenant des autres, sans en savoir aucun gré à personne ». Mais désireux de faire étalage de son savoir, Thrasymaque ne peut cependant s'empêcher de tomber dans le piège tendu par Socrate et de révéler l'étendue de son ignorance.
Que l'ignorance affichée par Socrate soit un leurre se trouve confirmé par le fait qu'à de nombreuses autres reprises il affirme avoir des connaissances en matière de morale. Ainsi dit-il par exemple, « je vous répète que ce ne sont pas les richesses qui donnent la vertu, mais que c'est de la vertu que proviennent les richesses ». Certaines de ces connaissances sont d'origine divine, car seuls les dieux savent véritablement. Mais la plupart du temps, elles ne peuvent être attribuées aux dieux. Si l'ignorance qu'il affiche est bien une feinte, c'est que Socrate est bien le plus savant des hommes, conformément à ce qu'a déclaré la Pythie. Cependant ce savoir n'est jamais clairement exposé dans les dialogues de Platon, notamment en ce qui concerne la nature du bien, source de toute connaissance sur les autres vertus. Se présenter comme ignorant permet en effet à Socrate d'engager ses interlocuteurs à faire pour eux-mêmes la recherche de la connaissance.

### Elenchoset connaissance de soi
L'elenchos (grec ἔλεγχος), ou « réfutation », est un mode d'argumentation grâce auquel un questionneur (Socrate) vise à réfuter un répondant, en lui démontrant qu'il se contredit. Cette réfutation a une structure bien précise :
1. l'interlocuteur de Socrate soutient une thèse ;
2. Socrate amène son interlocuteur à lui accorder des prémisses ;
3. Socrate montre, avec l'assentiment de son interlocuteur, que ces prémisses entraînent une thèse contraire à la thèse initialement défendue ;
4. Socrate affirme alors que la première thèse est fausse, et la seconde vraie.

Du point de vue de la logique, l'elenchos présente une difficulté : Socrate ne démontre en réalité pas que la première thèse est fausse et la seconde vraie, mais qu'il y a incompatibilité entre les prémisses et la première thèse. Mais le point important est que l'elenchos a une visée morale : « la réfutation est la plus grande et la plus efficace des purifications », elle est destinée à faire honte à l'individu de ses fausses connaissances, préalable indispensable à la vraie connaissance de la vertu. La réfutation porte en effet non pas sur des opinions indifférentes, mais sur des opinions auxquelles l'interlocuteur de Socrate croit, et sur des sujets importants : à ce titre, elles engagent son existence. C'est la raison pour laquelle l'individu réfuté peut se trouver plongé dans la plus grande confusion. Ménon, dans le dialogue de Platon du même nom, compare les effets de la réfutation, pratique pourtant rationnelle, telle que l'exerce Socrate, aux effets des incantations d'un sorcier : « tu m'as véritablement ensorcelé par tes charmes et tes maléfices : c'est au point que j'ai la tête remplie de doutes. […] Si, expatrié dans quelque autre ville, tu te livrais aux mêmes pratiques, tu ne tarderais pas à être arrêté comme sorcier »,.
La réfutation a ainsi pour finalité de mettre en accord les opinions d'un individu avec sa façon de vivre. Son importance est telle que, dans l'Apologie de Platon, vivre en philosophe, c'est précisément pratiquer cette réfutation, sur soi-même et sur les autres : pour Socrate, « une vie sans examen ne vaut pas la peine d'être vécue ». Tous les maux ayant leur origine dans l'ignorance, la mort est encore préférable à la perspective de ne plus philosopher.
La pratique de l'elenchos est par conséquent liée à la connaissance de soi. Dans deux passages des dialogues de Platon, Socrate donne une interprétation de la maxime gravée sur le fronton du temple d'Apollon à Delphes, Gnothi seauton (Connais-toi toi-même) : dans le Charmide (167 a) et dans le Premier Alcibiade. Dans le Charmide, est affirmé la nécessité du rapport à autrui pour se connaître soi-même. Laissée à elle-même, l'âme peut se faire des illusions sur la réalité de ses connaissances, et seule la pratique de l'elenchos peut dissiper ces illusions. Dans le Premier Alcibiade, la connaissance de soi est en rapport avec la théorie de la tripartition des biens : biens de l'âme, biens du corps et biens extérieurs. Le savoir est un bien de l'âme et lui seul permet de faire bon usage des autres biens.
Bien que Socrate considère que la pratique de la réfutation soit un bienfait pour autrui, cette pratique, consistant à révéler leur ignorance en public, a conduit à rendre nombre de ses interlocuteurs hostiles à son égard. Elle est ainsi sans doute l'une des principales causes du procès de Socrate. De ce point de vue, l'elenchos est un échec. C'est peut-être la raison pour laquelle elle disparaît presque entièrement des dialogues de Platon après le Ménon, et le Socrate de La République souligne les dangers pour la philosophie de son usage sans retenue par les jeunes gens : « Après avoir maintes fois réfuté les autres, et été maintes fois réfutés eux-mêmes, ils en arrivent vite à ne plus rien croire du tout de ce qu'ils croyaient auparavant ; et par là eux-mêmes et la philosophie tout entière se trouvent discrédités dans l'opinion publique,. »

### Paradoxes socratiques
Dans le domaine de l'éthique, on appelle « paradoxes socratiques » un certain nombre de points de vue défendus par Socrate et allant à l'encontre de l'opinion communément admise (para = contre ; doxa = opinion). Le plus connu de ces paradoxes est celui selon lequel la vertu est une science. Les principaux paradoxes socratiques sont en outre les suivants : nul ne fait le mal volontairement, les vertus sont une science, subir l'injustice est préférable à la commettre, et « il ne faut […] pas répondre à l'injustice par l'injustice ni faire du mal à aucun homme, quoi qu'il nous ait fait ».

#### La vertu-science
Selon l'opinion répandue chez les Grecs, la vertu était un don naturel ou divin, ou encore pouvait s'acquérir au moyen de l'exercice. Mais pour Socrate, la vertu est une connaissance, c'est-à-dire que savoir ce qu'est la vertu est suffisant pour être vertueux et à l'inverse que pour être vertueux, il est nécessaire de savoir ce qu'est la vertu. Ce paradoxe est né de la comparaison avec les savoirs techniques, comme la médecine, l'architecture, etc. En effet pour Socrate, de même que l'étude de la médecine permet d'être médecin, savoir ce qu'est la vertu permet d'être vertueux : ce qui vaut pour la technique vaut aussi pour la politique ou l'éthique. Il existe cependant des différences entre le savoir technique et le savoir moral. Premièrement, une personne disposant d'un savoir technique peut décider de rater volontairement une action liée à ce savoir, alors qu'il est impossible d'être injuste si l'on sait ce qu'est la justice. Deuxièmement, le savoir moral est supérieur au savoir technique. Aussi, sur le plan politique, Socrate rejette-t-il l'idée d'une cité technocratique. Il est partisan d'une cité dans laquelle l'ensemble des activités seraient subordonnées à une connaissance architectonique, la connaissance du bien et du mal. Troisième différence, contrairement au savoir technique, Socrate a des doutes sur le fait que la vertu puisse être l'objet d'un enseignement.
Le paradoxe selon lequel la vertu est une connaissance a pour conséquence le paradoxe selon lequel nul ne fait le mal volontairement. En effet si lorsque l'on sait ce qu'est le bien, on ne peut agir autrement que selon le bien, alors faire le mal ne peut être que le fruit de l'ignorance. Prétendre faire le mal en sachant ce qu'est le bien, c'est en réalité pour Socrate ignorer ce qu'est le véritable bien. « L'éthique de Socrate est donc résolument intellectualiste (L.-A. Dorion). » Socrate conteste l'opinion commune selon laquelle on peut faire le mal sous l'effet d'affections irrationnelles. Le savoir possède de lui-même une force impérative. Aussi Socrate nie-t-il la possibilité de l'akrasia, l'absence de maîtrise de soi. Le savoir induit infailliblement la maîtrise de soi (enkrateia), laquelle est par conséquent sans utilité en tant que faculté autonome. Sur ce point, le Socrate des dialogues de jeunesse de Platon s'oppose au Socrate de Xénophon, chez lequel la maîtrise de soi, et non le savoir, est le fondement de la vertu. Mais il s'oppose aussi au Socrate de la République. La théorie platonicienne de l'âme tripartite (en) implique en effet la possibilité de l'akrasia. Platon reconnaît par conséquent l'utilité de la maîtrise de soi (plus précisément la maîtrise des plaisirs du corps) en tant qu'auxiliaire du savoir et de la raison,.
Dans l'esprit des contemporains de Socrate, les vertus sont distinctes les unes des autres, aussi peut-on avoir certaines vertus et ne pas posséder certaines autres. Or pour Socrate, on ne peut avoir une vertu sans les avoir toutes à la fois. En effet, toutes les vertus ont une même origine : la connaissance du bien et du mal. Un homme ne peut pas être à la fois bon sous l'angle d'une certaine vertu et mauvais sous l'angle d'une autre. Les spécialistes ne s'accordent pas sur la question de savoir si l'unité des vertus entraîne leur identité (toutes les vertus ont une seule définition) ou leur inséparabilité (chaque vertu a une définition, différente des autres).

#### Contre la loi du talion
Faire du mal à ses ennemis était admis et même valorisé dans la morale grecque, selon les principes définis par la loi du talion, à condition de l'appliquer dans le respect de la loi publique. Selon cette loi, celui qui a commis un tort ou un dommage doit en subir un équivalent par compensation. L'acceptation de cette loi dans la morale vient de la confusion qu'elle opère entre la vengeance qu'elle autorise d'une part et les notions de rétribution, de légitime défense et de punition d'autre part. Faire la différence entre la vengeance et la punition, « l'une des plus considérables découvertes conceptuelles jamais faites par l'humanité » selon Gregory Vlastos, est un mérite qu'il faut attribuer à Protagoras. Malgré cette distinction, Protagoras ne remet toutefois pas en cause le fait que la vengeance soit moralement acceptable.
Socrate est le premier à considérer, par le raisonnement, la loi du talion comme moralement inacceptable. Il énumère les principes, au nombre de cinq, qui sont le fondement de son raisonnement dans le Criton.

« Socrate : [1] On ne doit donc jamais commettre d'injustice. [...] [2] On ne doit donc pas non plus répondre à l'injustice par l'injustice, puisqu'il n'est jamais permis d'être injuste. — Criton : Il est clair que non. — Socrate : [3] Et faire du mal, Criton, le doit-on, ou non ? — Criton : Non, assurément, Socrate. — Socrate : [4] Mais rendre le mal pour le mal, cela est-il juste, comme on le dit communément, ou injuste ? — Criton : Non, cela n'est pas juste. — Socrate : [5] C'est qu'entre faire du mal aux gens et être injuste il n'y a pas de différence. »

### Éros socratique
Socrate est entouré par de nombreux jeunes gens, « qui prennent plaisir à [l]'entendre examiner les gens » et à le voir révéler leur ignorance. Socrate exerce sur ces jeunes gens, qu'il a eux aussi soumis au procédé de l'elenchos (ou réfutation), une véritable fascination : leur ignorance révélée est en effet perçue comme un manque et provoque un désir pour le bien et le savoir, désir qui se fixe sur la personne de Socrate. Aussi sa tâche est-elle d'entretenir le désir chez ces jeunes gens, pour les amener à progresser sur le chemin de la connaissance et de la vertu, tout en refusant que cette relation amoureuse se fixe sur sa personne, étant lui-même ignorant. C'est le sens à donner au passage du Banquet dans lequel Alcibiade raconte la façon dont Socrate est resté insensible à ses avances. Alors que dans la relation homosexuelle traditionnelle, l'homme mûr tient le rôle de l'amant (erastês), et l'adolescent celui de l'aimé (paidika), Socrate renverse les rôles. S'il feint dans un premier temps d'être l'amant, ce sont ensuite les adolescents qui sont à sa poursuite, ainsi que le déclare Alcibiade : « je ne suis pas le seul qu'il a ainsi traité : il en a fait autant à Charmide, fils de Glaucon, à Euthydème, fils de Dioclès, et à nombre d'autres, qu'il trompe en se donnant comme amant, tandis qu'il prend plutôt le rôle du bien-aimé que de l'amant. » Platon et Xénophon ont par ailleurs livré trois entretiens avec ces jeunes gens qui, après avoir été réfutés, s'attachent à Socrate : Alcibiade, dans le Alcibiade majeur, Charmide, dans le dialogue de Platon du même nom, Euthydème, dans les Mémorables (IV 2) de Xénophon,.

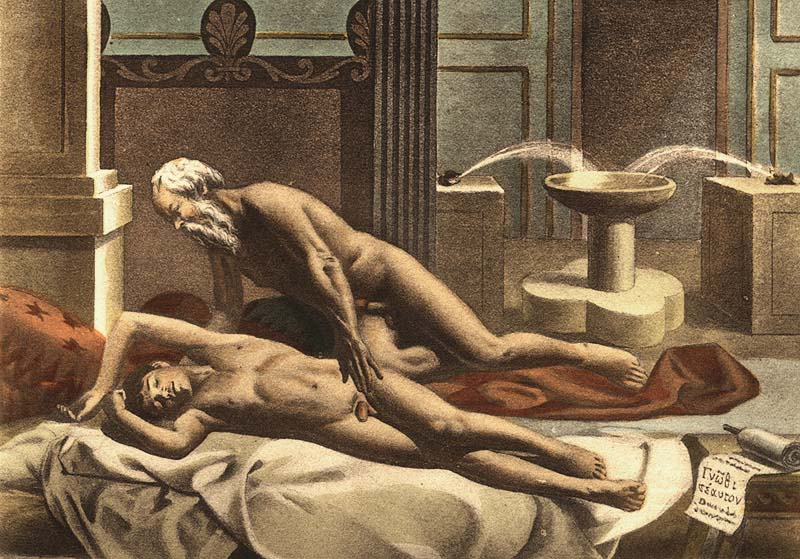
Image VIII : Alcibiade et Socrate par Paul Avril, De Figuris Veneris, 1906.

L'éros socratique se distingue de l'éros platonicien sur plusieurs points, bien que tous deux accordent une place déterminante à l'homoérotisme. Chez Platon, un beau garçon est aimé parce que sa beauté est l'image de la Beauté en tant que forme, alors que « ce que Socrate aime dans un beau garçon, c'est… un beau garçon ». Le contact physique est chose habituelle dans l'éros platonicien, et se fait avec passion ; chez Socrate au contraire le contact se limite à la vue et à l'esprit. La satisfaction du désir n'est pas permise et chez Socrate et chez Platon, mais pour des raisons différentes. La motivation est métaphysique chez Platon : il faut autant que possible séparer l'âme du corps, unis dans cette vie, pour mettre fin au cycle des réincarnations, et le plaisir sexuel fait obstacle à cette séparation. Chez Socrate en revanche, la raison en est morale : l'orgasme n'est pas condamné en tant que tel, mais seulement en tant que plaisir égoïste, dans le cadre de la relation pédérastique, de l'homme plus âgé, nullement partagé par le plus jeune.
Si Socrate était attiré comme de nombreux Grecs par les hommes, d'un point de vue théorique cependant il ne faisait pas de différence entre les hommes et les femmes, ces dernières n'étant pas jugées par nature inférieures aux premiers. Socrate était en cela moins misogyne que ses contemporains. Mais en pratique, Socrate jugeait que le dialogue avec une femme n'était pas possible. Aussi lorsqu'il s'entretient avec ses amis de l'immortalité de l'âme, dans le Phédon, peu de temps avant de mourir, il demande que l'on renvoie sa femme Xanthippe chez elle.
Dans Le Banquet de Platon, Socrate, tel qu'il est décrit par Alcibiade, est un équivalent d'Éros tel que Socrate en a auparavant fait le portrait, placé dans la bouche de la prêtresse Diotime. Éros est en effet « toujours pauvre, dur, sec, sans souliers […] brave, résolu, […] plein de ressources, passant sa vie à philosopher, habile sorcier, magicien, sophiste », et c'est ainsi qu'est Socrate selon Alcibiade. Mais en assimilant Socrate à Éros, qui n'est pas un dieu mais un démon, être intermédiaire entre les dieux et les hommes, c'est aussi une définition du philosophe que propose Platon. Seuls les dieux détiennent la sagesse, et n'ont pas besoin de philosopher. Les êtres humains sont des non sages. Parmi ces derniers, les insensés ignorent qu'ils ne sont pas sages, tandis que ceux qui savent qu'ils ne sont pas sages sont des « philosophes », dans une position intermédiaire entre la sophia (sagesse ou savoir) et l'ignorance. Platon est ainsi le premier dans l'histoire de la philosophie, au travers du portrait de Socrate en Éros, à faire une distinction radicale entre sagesse et philosophie, cette dernière étant une recherche jamais aboutie de la première.

### Socrate-Silène

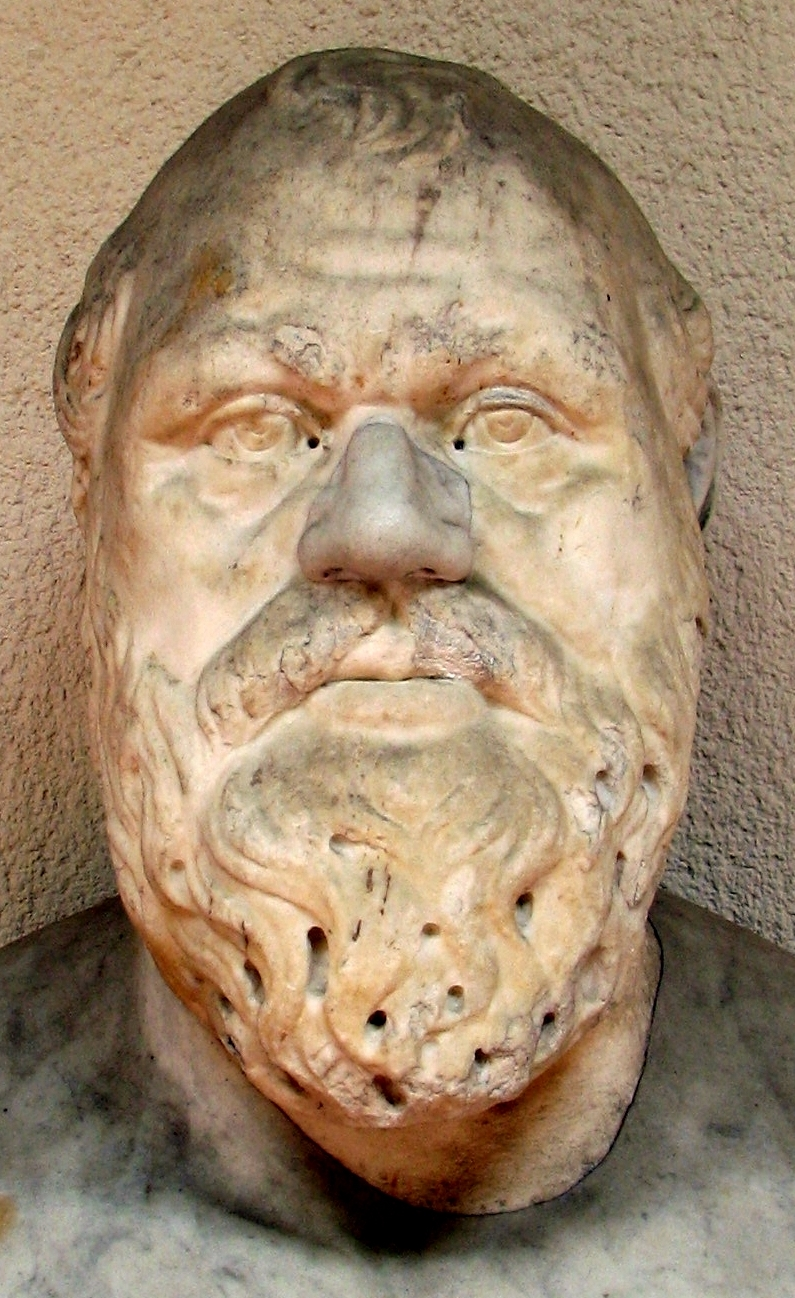
Buste de Socrate. Copie romaine du IIe siècle d'un original grec. Musée archéologique régional de Palerme.

Ce qui frappe d'abord dans le personnage de Socrate, c'est qu'il est physiquement laid, d'une laideur proverbiale. C'est ce qu'évoque Alcibiade dans son éloge de Socrate, à la fin du Banquet de Platon, en le comparant à un silène ou à un satyre : « Je dis d'abord que Socrate ressemble tout à fait à ces Silènes qu'on voit exposés dans les ateliers des statuaires, et que les artistes représentent avec une flûte ou des pipeaux à la main : si vous séparez les deux pièces dont ces statues se composent, vous trouvez dans l'intérieur l'image de quelque divinité. Je dis ensuite que Socrate ressemble particulièrement au satyre Marsyas »,. Mais cette laideur, tout comme les statuettes de silènes cachaient un dieu, n'est qu'une apparence, un masque. De la même façon, avec ses interlocuteurs, Socrate use de la feinte qu'est l'ironie socratique, destinée à leur faire reconnaître leur ignorance et éventuellement les convertir à la philosophie.

« On ne trouverait personne […] qui approchât en rien de cet homme, de ses discours, de ses originalités ; à moins de le comparer, comme j'ai fait, non pas à un homme, mais aux silènes et aux satyres, lui et ses discours : car j'ai oublié de dire, en commençant, que ses discours aussi ressemblent parfaitement aux silènes qui s'ouvrent. En effet, malgré le désir qu'on a d'écouter Socrate, ce qu'il dit paraît, au premier abord, entièrement grotesque. Les expressions dont il revêt sa pensée sont grossières comme la peau d'un impudent satyre. Il ne vous parle que d'ânes bâtés, de forgerons, de cordonniers, de corroyeurs, et il a l'air de dire toujours la même chose dans les mêmes termes ; de sorte qu'il n'est pas d'ignorant et de sot qui ne puisse être tenté d'en rire. Mais qu'on ouvre ses discours, qu'on en examine l'intérieur, on trouvera d'abord qu'eux seuls sont pleins de sens, ensuite qu'ils sont tout divins et qu'ils renferment les plus nobles images de la vertu, en un mot, tout ce que doit avoir devant les yeux quiconque veut devenir un homme de bien. »

Socrate use de dissimulation avec les autres, tant et si bien qu'il est lui-même devenu le masque des autres dans les dialogues socratiques et que le Socrate historique est devenu insaisissable. Ainsi dans ses dialogues, nulle part Platon ne dit « Je », utilisant la figure de Socrate soit pour réserver sa véritable doctrine à son enseignement oral, soit pour la présenter au lecteur avec une certaine distance.
Kierkegaard a publié la plus grande partie de son œuvre, avec l'objectif d'amener son lecteur à comprendre qu'il n'est pas chrétien, sous divers pseudonymes. Il justifie le procédé en invoquant Socrate. Pour Nietzsche, la dissimulation est un procédé propre à l'éducateur. Lui aussi invoque Socrate comme modèle.

### Maïeutique
La maïeutique, l'art d'accoucher, apparaît pour la première fois dans le Théétète (150 b-d), dialogue plutôt tardif. Socrate, dans une sorte de passage « autobiographique », s'y présente comme un « accoucheur », à l'image de sa mère sage-femme, à la différence près qu'il accouche les âmes et non les corps, et les hommes et non les femmes. La maïeutique est associée dans ce passage à la déclaration d'ignorance, au fait qu'il n'enseigne rien à personne et à sa mission divine, trois éléments que l'on trouve dans les dialogues de jeunesse de Platon. On voit ici comment Platon a pu faire évoluer le personnage de Socrate : la maïeutique n'est en effet probablement pas une caractéristique du Socrate historique, mais une invention de Platon.
Il faut en effet clairement distinguer le Socrate « réfutateur » des dialogues de jeunesse de Platon du Socrate « accoucheur » : la pratique de la réfutation (elenchos) a pour but de montrer à celui qui se croit savant qu'il est en réalité ignorant, alors que la maïeutique a pour objectif de montrer à celui qui se croit ignorant qu'il est en réalité savant. Cette complète transformation du personnage de Socrate est peut-être à mettre en relation avec la théorie platonicienne de la réminiscence, qui apparaît dans le Ménon et le Phédon : accoucher les âmes serait alors leur faire se ressouvenir des connaissances qu'elles avaient avant d'entrer dans un corps.
À noter que l'interprétation selon laquelle la maïeutique ne serait qu'une invention tardive de Platon projetée a posteriori sur Socrate ne fait pas l'unanimité. La maïeutique originellement socratique serait bien à l'œuvre dans certains dialogues de jeunesse de Platon, bien que le mot maïeutikè ne soit jamais prononcé. Socrate, dans le Théétète (149a), signale que cette pratique n'était pas censée être connue de tous. Interprété dans son sens littéral, le Théétète, probablement rédigé vers -369, exposerait l'art (technè) de Socrate dans sa forme la plus approfondie, celle-ci ayant été longtemps dissimulée. Il en découle que l'accompagnement socratique ne se réduirait pas à la négativité de la réfutation (elenchos), mais viserait in fine la production positive de pensées, susceptibles d’être confirmées par le dialogue (dialegesthai), dès lors qu'elles résistent à la réfutation. Concernant la datation ancienne de la maïeutique, les Nuées d'Aristophane composées du vivant de Socrate (421 av. J.-C.) font allusion, d'une manière certes humoristique néanmoins significative, à un « avortement » accidentel d'une pensée qu'un disciple aurait « découverte » au sein même du cercle socratique (Nuées, v. 135-137). Le disciple de Socrate affirme que ce type de conception (susceptible d'avorter ou non) doit être rapporté à un culte des Mystères (mystèria) (v. 143). La dimension « mystérique » de la maïeutique pourrait expliquer pourquoi Platon a pu attendre 30 ans après la mort du maître pour la divulguer. Si tel est le cas, la maïeutique doit être référée à autre chose qu'aux doctrines platoniciennes de la Réminiscence et des Idées — doctrines d'ailleurs non évoquées dans le Théétète. On aurait affaire à une pratique impliquant des expériences beaucoup plus primitives de révélation par enthousiasme, impliquant une « faveur divine » (theia moira), décrites par Eschine de Sphettos (Alcibiade) et par Platon (Apologie, Ion, Ménon, Phèdre). La « révélation inspirée » du jeune Clinias dans l'Euthydème (289d-291a) au cours d'un traitement mystérico-maïeutique en est probablement un exemple.

## Le Socrate de Xénophon
La philosophie du Socrate de Xénophon se distingue de celle du Socrate de Platon essentiellement en ce qu'elle s'articule autour de trois notions que sont la maîtrise de soi (enkrateia), l'endurance (karteria) et l'autosuffisance (autarkeia). La maîtrise de soi vis-à-vis des plaisirs du corps est une condition nécessaire pour que l'âme puisse accéder à la vertu, mais aussi pour se rendre utile à autrui, notamment lorsque l'on exerce un pouvoir, pour être libre puisqu'être dominé par ses passions et ses plaisirs est le pire des esclavages. L'absence de maîtrise de soi est en outre la première source d'injustice, puisqu'elle amène à vouloir accaparer les biens d'autrui. La maîtrise de soi est aussi la source de l'amitié véritable. Elle permet encore d'accéder aux richesses. Sur ce dernier point, le Socrate de Xénophon diffère nettement de celui de Platon en ce qu'il s'intéresse aux questions économiques (dans le sens de la gestion de ses biens domestiques). Elle est également nécessaire pour pratiquer la dialectique, entendue ici comme la capacité à faire la différence entre le bien et le mal.
Le témoignage de Xénophon avait été écarté au cours du xixe siècle dans le cadre de la fameuse question socratique (en). Cette question est aujourd'hui dépassée, le principal reproche adressé à Xénophon était qu'il n'était pas vraiment un philosophe. Ce reproche, initié par l'étude de Schleiermacher, ne datait que du xixe siècle et sous-tendait une idée de la philosophie à caractère avant tout critique et spéculatif. Il s'agissait d'un anachronisme : la philosophie dans l'Antiquité était conçue d'abord comme une manière de vivre et Xénophon était bien à ce titre philosophe. Le Socrate de Xénophon a d'ailleurs été considéré comme un véritable philosophe dans l'Antiquité, en particulier par les stoïciens, et chez les Modernes par Nietzsche, qui accordait la plus haute importance aux Mémorables.

## Le Socrate d'Aristote
Le témoignage d'Aristote est indirect puisqu'il est né après la mort de Socrate et est assez succinct : trente-quatre passages dans les œuvres conservées et quelques fragments d'œuvres perdues. De plus Aristote ne cherche pas à rendre compte de la pensée de Socrate, mais utilise celle-ci pour mettre en valeur sa propre pensée. En outre, les dialogues de Platon sont la source d'Aristote et il est plus utile de se rapporter directement à ceux-ci pour tenter de connaître la pensée de Socrate. Le témoignage d'Aristote a cependant pour intérêt d’être le premier à porter un jugement critique sur l'importance de la pensée de Socrate pour la philosophie.
Pour Aristote, l'apport de Socrate est double : « Aussi, est-ce à juste titre qu’on peut attribuer à Socrate la découverte de ces deux principes : l'induction et la définition générale ; ces deux principes sont le point de départ de [la] science ». Il relève de l'épistémologie, et non de l'éthique, ce qui peut paraître surprenant. Aristote attribue par ailleurs la paternité de la doctrine des formes intelligibles, effectivement absente des dialogues de jeunesse de Platon, à ce dernier et non à Socrate. La théorie des Idées est en effet une réponse au problème posé par la doctrine d'Héraclite selon laquelle toutes les choses sensibles sont en perpétuel mouvement, ce qui implique qu'elles sont inconnaissables. Postuler l'existence des Idées, non sensibles et immuables, permet dans l'optique de Platon de rendre la connaissance possible. Aussi Socrate selon Aristote recherchait-il la définition universelle des vertus, mais sans aller jusqu'à faire de cette définition une essence, contrairement à Platon. Aristote, en désaccord avec Platon sur l'existence d'Idées séparées du sensible, loue la position de Socrate sur ce point. L'essentiel du témoignage d'Aristote est cependant consacré à réfuter l'un des principaux paradoxes socratiques, selon lequel la vertu est un savoir,.
Deux passages (dont l'un est douteux) critiques sur la vie même de Socrate peuvent faire penser qu'Aristote est lui-même à l'origine d'un courant antisocratique à l'intérieur de l'école péripatéticienne : Aristoxène de Tarente, l'un de ses disciples, est ainsi l'auteur d'une Vie de Socrate très sévère,.

## Interprétations modernes et contemporaines

### Le Socrate de Hegel
La conception de l'immortalité de l'âme de Platon va à l'encontre de l'esprit tragique. Il semble soutenir la thèse d'un Socrate exécrant la tragédie. Toutefois, Platon utilise la tragédie dans une autre acception : il en perçoit la force de fascination et en sent la dimension sacrée. Le héros viole la loi mais reste terrifié par son inviolabilité. Platon va donc récupérer cette puissance de fascination en montrant que la philosophie accomplit la tragédie : la vérité de la tragédie est la tragédie de la vérité, de sorte que Socrate est présenté comme le héros tragique par excellence. « Tel un héros tragique, je vais vers mon destin » (Phédon.)
Pour Georg Wilhelm Friedrich Hegel, Socrate est un héros tragique. Il est celui qui est à lui-même sa propre justification qu'il oppose à celle de la cité. Le peuple athénien et Socrate sont tous deux l'innocence qui est coupable et expie sa faute, le conflit qui en résulte est celui d'un droit qui en affronte un autre puisqu'il s'agit pour Socrate de substituer à l'oracle la conscience de soi individuelle. Cette conscience est donc un nouveau dieu non reconnu. C'est en cela que l'accusation contre la faute capitale de Socrate est entièrement fondée : puisqu'il est le héros tragique qui a reconnu et exprimé le principe supérieur de l'esprit. Pour Nietzsche, le véritable responsable de la mort de la tragédie est Socrate en tant qu’il est le premier nihiliste, ruinant l'esprit grec de la tragédie : il nie la dimension dionysiaque de la vie. (cf. Théorie de Nietzsche.)
Dans la philosophie hégélienne, l'ensemble des représentations élémentaires n'est pas d'emblée conscient ; toutefois, l'esprit tend à prendre conscience de lui-même. Pour cela, il doit sortir de lui-même afin de s'objectiver et ainsi s'approprier son contenu (par exemple, production d'objets = extériorisation des capacités de l'homme). Ce mouvement dialectique est celui de l'« Aufhebung », c'est-à-dire du dépassement de la contradiction en soi/pour soi tout en la maintenant. Rappelons également que chez Hegel, l'esprit est vu comme spiritualité d'un peuple ; il se manifeste à lui-même par l'art, la religion et enfin la philosophie. En Orient, l'esprit est conçu comme substantiel mais inaccessible (c'est le sens des pyramides impénétrables, du Sphinx aux yeux clos…), alors qu'en Occident, l'esprit est souverain mais conçu comme subjectivité consciente d'elle-même : « Les individus sont le lieu dans lequel l'esprit parle de lui-même ». C'est pourquoi les statues des dieux sont des hommes et que les temples sont ouverts sur le monde. Ce passage de l'un à l'autre est auguré dans le mythe par Œdipe et dans la philosophie par Socrate.
Ce qu'explique Hegel, c'est que lorsque le Sphinx pose à Œdipe la grande question : « Qui marche à quatre pattes le matin, à deux pattes le midi et à trois pattes le soir ? », elle lui demande en vérité « Qui est l'esprit ? » (car de même que le Soleil passe du matin au midi puis au soir, l'esprit se meut de l'Orient à l'Occident) ; ainsi, lorsqu’Œdipe répond « C'est l'homme », il signifie que « l'esprit est dans l'homme » et c'est pourquoi le Sphinx meurt, parce qu'elle représente l'Esprit de l'Orient (où l'esprit est le mystérieux inatteignable pour l'homme) et qu'Œdipe représente l'Esprit de l'Occident (où l'esprit est dans l'homme)[réf. nécessaire]. Œdipe est le chercheur de l'énigme, d'une vérité qui, une fois découverte, l'entraîne à se crever les yeux (i fermer les yeux du corps pour ouvrir ceux de l'esprit). Ainsi, à l'image d'Œdipe, « Socrate est le tournant de l'esprit dans son intériorité. »[réf. nécessaire]
Il est celui qui se réclame du γνῶθι σεαυτόν (« Connais-toi toi-même »), inscription qu'on peut d'ailleurs également trouver dans le temple delphique où la pythie avait annoncé à Socrate qu'il était « le plus sage ». Faisant de « l'esprit universel unique » un « esprit singulier à l'individualité qui se dessine », Socrate fait de la conscience intérieure l'instance de la vérité et donc de décision. Il est ainsi en rupture avec la part d'Orient chez les Grecs. Il est celui qui affirme que l'esprit est dans l'homme.
Pour Hegel, l'existence du δαίμων signifie que c'est par son propre discernement que l'homme se décide. Toutefois, si le sujet décide bien par lui-même dans son intériorité, le génie est encore le non-conscient, un extérieur qui se décide, il n'est pas Socrate lui-même : il est son oracle. En tant que Socrate est ce tournant de l'esprit dans son intériorité, le δαίμων occupe précisément le « milieu entre l'extériorité de l'oracle et la pure intériorité de l'esprit » puisqu'il s'agit, à partir de Socrate, pour l'esprit des individus de se substituer aux oracles. Il est, de plus, un état réel, puisque correspondant à des crises de catalepsie où Socrate connaît un dédoublement de la conscience. Le δαίμων excède la conscience de soi tout en la provoquant, il reste atopique car s'il est propre à Socrate, ce dernier ne saurait se l'approprier.

### Le Socrate de Kierkegaard
Søren Kierkegaard, en tant qu'il veut rendre à nouveau possible l'esprit (au sens hégélien) chrétien comme tel, se présente lui-même comme le Socrate du christianisme. Il s'agit pour lui de pratiquer l'ironie socratique à l'encontre du christianisme (et non pas d'intégrer la théorie de la réminiscence à la foi chrétienne). Il part en effet du principe que ce qui constitue l'événement Socrate - au contraire de ce qui constitue l'événement christique - est précisément son ironie. Pour Hegel, il advient que l'ironie soit la marque de la subjectivité, en tant que cette ironie, bien qu'elle soit négative en elle-même, est avant tout une transition vers la positivité de la subjectivité se décidant par elle-même. Toutefois, bien que Kierkegaard conçoive cette négativité, il ne reprend pas l'idée de transition, il voit l'ironie comme négativité radicale (car négativité comme vérité), elle est donc proprement paradoxale, c'est-à-dire antidogmatique, ce qui restitue à l'individu la possibilité de s'exposer à soi-même. Elle fait advenir l'expérience du non-savoir comme exigence d'une vérité qu'aucune doctrine ne saurait combler.
Socrate est un vide sur lequel se sont édifiées les personnalités et les doctrines, c'est pour cela qu'il est événement ; toutefois, « Socrate se consacra tellement à l'ironie qu'il en succomba »[réf. nécessaire]. Ce qui n'empêche pas Kierkegaard de vouloir être le Socrate du christianisme afin de le vider de son contenu doctrinal et de l'exposer à l'événement Christ et à sa propre spiritualité. C'est en cela que Kierkegaard affirme que « la ressemblance entre le Christ et Socrate repose essentiellement sur leur dissemblance »[réf. nécessaire]. Le point commun essentiel entre le Christ et Socrate est leur statut d'événement de l'histoire : ils étaient tous deux porteurs d'une vérité qui n'a pu jaillir d'elle-même au cœur de l'homme. Ils sont tous les deux porteurs du surgissement de quelque chose d'imprévu, aux conséquences multiples, dont il ne faut pas rester tributaire.
Les doctrines philosophiques se posent en effet toujours en référence à Socrate en tant qu'événement, mais par là même elles rendent Socrate invisible. Il s'agit dès lors d'en dégager le concept fondamental : l'ironie. Cette ironie, en tant que négativité radicale et proprement paradoxale, se constitue alors comme un vide sur lequel s'édifient les personnalités et doctrines. Elle n'engage pas l'individu dans une spiritualité, elle est vide. Le concept de l'événement Christ, au contraire, n'est pas dans l'ironie. Il s’agit d'un rapport de l'individu à sa spiritualité. Alors qu'avec Socrate, il s'agissait d'un pur rapport de négativité, avec le Christ il s'agit d'une incitation à une autre spiritualité. Autrement dit, la rencontre avec le christianisme engage l'individu dans toute sa spiritualité ; dès lors, par rapport à l'événement, les individus abandonnent leur vie pour la spiritualité chrétienne.

### Le Socrate de Nietzsche
« Socrate est le tournant décisif de l'histoire universelle »

— Friedrich Nietzsche, Le Crépuscule des idoles
Friedrich Nietzsche voit en Socrate un cas d'hyperrationalité provoqué par le désordre des instincts. Selon Nietzsche, Socrate, pour lutter contre ses violents désordres intérieurs, avait besoin de s'appuyer sur la raison pour ne pas sombrer complètement. Cette répression des instincts fait de lui un fanatique de la morale chez qui « tout (…) est exagéré, bouffon, caricatural ; [et où] tout est, en même temps, plein de cachettes, d'arrière-pensées, de souterrains » (Le Crépuscule des idoles). En détruisant la tragédie, Euripide tout aussi bien que Platon, augurent pour Nietzsche l'ère nouvelle du nihilisme où l'homme n'est plus dans l'affirmation de soi mais seulement dans la justification de soi. C'est le sens de la sophistique, dont Socrate est le meilleur maître car c'est par elle qu'il ruine l'esprit grec.
L'oracle de Delphes annonçait que Socrate était « le plus sage » mais cette sagesse est celle de la recherche du Souverain Bien par le bon sens et le savoir, une sagesse rationnelle qui s'oppose à la sagesse instinctive des Grecs (cette dynamique de création par un débordement enthousiaste, par l'intuition du grand, du sublime et du noble). Et c'est précisément cette sagesse que Socrate condamne en dénonçant l'incapacité des « petits maîtres de la cité » (qui sont en fait des artistes et politiciens effectifs) à décrire leur création. Socrate est un esprit faible incapable de création qui va démolir la Grèce et annoncer le principe d'une culture nouvelle, celle de la morale platonicienne, qui renvoie tout à la rationalité. C'est d'ailleurs le sens de ce δαιμων socratique, uniquement là pour retenir Socrate : il est le signe d’une inversion où l'instinct est restrictif et la morale créatrice, et où il y a perversion de la relation conscience/instinct.
Socrate n'est donc pas qu'un sophiste, il est le pire des sophistes, en tant qu'il s'emploie à démolir ses interlocuteurs, il ne s'agrandit qu'en rapetissant l'autre : il n’est donc porté que par le ressentiment du faible (que Nietzsche lie d'ailleurs à sa laideur). Au lieu d'affirmer le tragique de l'existence, il tente de la contrôler et de la justifier par une morale du savoir où le mauvais n'est jamais qu'un ignorant. Il fait un « saut mortel dans le drame bourgeois » où l'individu n'a qu'à se justifier sans assumer son destin tragique. Socrate est un pessimiste nihiliste qui dégrade la valeur de la vie, sa pusillanimité ne reposant que sur une dégradation de la volonté de puissance.
Il dit cette dernière phrase à Criton : « Criton, nous sommes le débiteur d'Asclépios pour un coq ; eh bien ! payez ma dette, pensez-y »,. Nietzsche a donné une interprétation de cette parole : « Criton, la vie est une maladie » , car Asclépios est le dieu guérisseur, Socrate lui doit un tribut, puisqu'il le guérit de la vie en lui donnant la mort.

« Socrate voulait mourir : ce ne fut pas Athènes, ce fut lui-même qui se donna la ciguë, il força Athènes à la lui donner… »

— Friedrich Nietzsche, Le Crépuscule des idoles

### Le Socrate de Lacan
Rappelons brièvement que chez Lacan, la compréhension du désir passe par l'objet inatteignable que constitue La Chose et qui entraîne l'insatisfaction perpétuelle du désir. L'analysant cherche quel est l'objet de son désir, et donc sa complétude ontologique. Le langage étant un cercle clos, le sujet ne parvient pas à entrevoir la signification des symboles qu'il présente. Or l'analysant pense que l'analyste sera capable de lui révéler la signification symbolique de ses désirs qu'il exprime par le langage, qu'il est ce Grand Autre qui détient les clefs du langage. Lacan pense que l'analyste est alors en mesure de lui faire découvrir que le Grand Autre n'existe pas et qu'il n’y a pas de signification, son rôle est donc de faire assumer « le manque à être ».
Socrate est donc cet analyste qui au travers de ses dialogues cherche la définition du sens des choses. Certains croient dès lors qu'il peut avoir ainsi accès au Souverain Bien (de même que l'analysant croit que l'analyste possède les clefs du langage) alors même que les dialogues socratiques sont purement aporétiques. Socrate confronte ses interlocuteurs à leurs propres contradictions, il les pousse à réfléchir sur leurs représentations pour qu'ils soient cohérents. Sa position en tant qu'antidogmatique n'est transitive vers aucun savoir : il s'agit au contraire de faire comprendre qu'aucun savoir n'est possible. Le but de l'analyste est de faire comprendre à l'analysant que l'objet final du désir n'est ni connaissable, ni accessible. Et c'est en cela que Lacan dit que « Socrate [est le] précurseur de l'analyse. »[réf. nécessaire]

## Sources et «question socratique»
Socrate n'ayant laissé aucun écrit, sa vie et sa pensée sont connues principalement par des contemporains (Aristophane) qui ont parfois été ses disciples comme Platon et Xénophon, ainsi que par des sources indirectes telles qu'Aristote (né en -384). Ces sources directes et indirectes ne s'accordent pas toujours ou sont même contradictoires. Ce qu'on appelle la « question socratique » est le problème qui se pose lorsque l'on tente de reconstituer la pensée du Socrate historique.
Alors que Xénophon était jusque-là la principale source sur la pensée du Socrate historique, le lancement de la question socratique a été principalement l'œuvre de Friedrich Schleiermacher. Dans son étude « Ueber den Werth des Sokrates als Philosophen [La valeur de Socrate en tant que philosophe] » (1818), Schleiermacher fait remarquer d'une part que Xénophon n'est pas un philosophe et d'autre part que sa défense de Socrate le conduit à en faire un philosophe plat et conformiste. Il pense donc que l'on peut trouver chez Platon les éléments de la véritable pensée de Socrate, tout en proposant de les faire concorder avec ceux qui sont considérés comme fiables chez Xénophon. Dans les faits, l'application de la problématique définie par Schleiermacher jusqu'au début du xxe siècle conduit à un quasi-rejet, voire un rejet complet du témoignage de Xénophon. Il n'y a cependant pas eu d'accord chez les historiens sur le fait de savoir qui entre Platon, Aristote, voire Aristophane rendait le mieux compte de la pensée du Socrate historique, même si Platon avait la préférence du plus grand nombre. Mais même chez les partisans de Platon, la question de savoir à quels dialogues se fier n'est pas résolue : l'Apologie de Socrate seule, les dialogues de jeunesse (tous ou seulement certains), les dialogues apocryphes, voire la totalité des dialogues. Pour Gregory Vlastos par exemple, le Socrate « historique » est pour l'essentiel le Socrate des dialogues de jeunesse de Platon, les témoignages d'Aristote et de Xénophon appuyant ce point de vue.
C'est à la fin du xixe siècle qu'est faite une découverte majeure : celle du caractère fictionnel des dialogues socratiques (logoi sokratikoi). Les dialogues socratiques sont en effet un genre littéraire, ainsi que l'atteste Aristote. La mise en scène et le contenu de ces dialogues font une large place à l'invention et ils ne visent pas à être un témoignage exact de la pensée de Socrate. Outre Xénophon et Platon, d'autres disciples de Socrate ont composé des logoi sokratikoi d'après le témoignage de Diogène Laërce : Antisthène, Eschine de Sphettos, Phédon d'Élis et Euclide de Mégare. Il y avait donc probablement autant de portraits de Socrate, figure littéraire, que de disciples se réclamant de lui. Aussi pour Louis-André Dorion, il faut donc envisager que la question socratique, consistant à vouloir accorder entre eux des témoignages discordants, est dépassée. Il s'agit davantage d'étudier, dans une perspective philosophique, les variations sur un même thème socratique au travers des différents témoignages,.
La diversité des écoles fondées par les disciples de Socrate prouve que la figure de ce dernier est extrêmement complexe : l'école de Platon, l'école cynique d'Antisthène, l'école de Cyrène d'Aristippe, l'école de Mégare d'Euclide. Il est probable que nous aurions une idée tout à fait différente de qui était Socrate si l'on avait conservé toute la littérature produite par ces différentes écoles, en particulier l'ensemble des dialogues socratiques. En faisant de Socrate le porte-parole de leurs propres doctrines, les socratiques en avaient fait un personnage aux opinions contradictoires, ainsi que l'avait noté saint Augustin : « chacun prend de ces opinions ce qui lui plaît, et place le bien final où bon lui semble. […] sur cette question les partisans de Socrate se divisent. Chose inouïe, et que l'on ne pourrait croire des disciples d'une même école. »,.

## Socrate dans les arts et les lettres

### Littérature

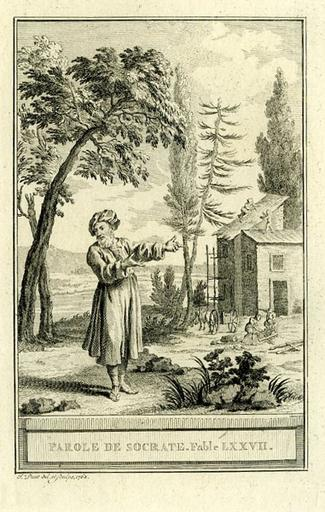
Parole de Socrate, gravure de Jan Punt, d'après Jean-Baptiste Oudry, 1762.

- Jean de La Fontaine, Fables : « Parole de Socrate », livre quatre, fable XVII, d'après Phèdre, III, 9.
- Friedrich Hölderlin, Sokrates und Alcibiades (de), poème, 1799.
- François Raynouard, Socrate dans le temple d'Aglaure, poème, 1803 lire en ligne sur Gallica.
- Louis-Sébastien Mercier, La Maison de Socrate le sage, comédie, 1809 lire en ligne sur Gallica.
- Théodore de Banville, Socrate et sa Femme, Paris, Calmann-Lévy, 1886 (Wikisource).

Sur Socrate et le livre : « C'est une facétie du destin de ce personnage, dont on n'a pas d'écrit, que d'être étroitement associé à la richesse cachée du livre », observe Dominique Sels – puisque Socrate et le livre ont tous deux reçu la comparaison avec Silène (qui par Platon, qui par Rabelais).

### Musique
- Giovanni Paisiello, Il Socrate immaginario (it), opéra, 1775.
- Erik Satie, Socrate, pièce pour piano et voix, 1918.

### Peinture, sculpture
- Jacques-Louis David, La Mort de Socrate, peinture, 1787 (Metropolitan Museum of Art, New-York).
- Brancusi, Socrate, sculpture, 1922 (Museum of Modern Art[110], New York).

### Cinéma
- Roberto Rossellini, Socrate, 1971, Jean Sylvère dans le rôle.
- Stephen Herek, L'Excellente Aventure de Bill et Ted, 1989, Tony Steedman (en) dans le rôle.
- Tristan Séguéla, Rattrapage, 2017, Albert Delpy dans le rôle.

### Jeu vidéo
Socrate est un personnage secondaire récurrent du jeu vidéo Assassin's Creed Odyssey. Il rencontre fréquemment le personnage principal qu'il entraîne dans des conversations philosophiques. En compagnie d'Alcibiade et d'Aristophane, il aide également le personnage principal à faire tomber Cléon qui a pris le contrôle d'Athènes après la mort de Périclès.

### Sources
Socrate n'a rien écrit. Il ne reste que des témoignages.
- Socratis et socraticorum reliquiae, collegit, disposuit, apparatibus notisque instruxit Gabriele Giannantoni (it), 4 vol., Naples, Bibliopolis, 1990 [compte-rendu]
- Aristophane, Les Nuées [lire en ligne]
- Tous les dialogues de Platon, excepté les Lois, mettent en scène Socrate. Dialogues utilisés comme sources dans cet article : Apologie de Socrate, Ménon, Théétète, Le Banquet, Sophiste, Lachès, Gorgias, Protagoras, Hippias mineur, La République, Criton
- Xénophon, Apologie de Socrate (en grec ancien Ἀπολογία Σωκράτους) En ligne
- Xénophon, Mémorables (Ἀπομνημονευμάτων). En ligne
- Eschine de Sphettos, fragment 11
- Aristote, Métaphysique, I, 6 et XIII, 4
- Aristote, Éthique à Nicomaque, VI, 3
- Aristoxène de Tarente est le premier à avoir écrit Vie de Socrate, dont il reste quelques fragments. Il y eut bon nombre de biographies de Socrate, mais aucune n'est parvenue intégralement, et il en est de même des histoires de la philosophie antique (cfr. Philodème de Gadara, auteur d'un Sur Socrate)
- De la vertu et du vice (Περὶ ἀρετῆς καὶ κακίας) des Œuvres morales de Plutarque
- Cicéron, À Atticus, XIV, 9, I
- Traité des Devoirs
- Diogène Laërce, Vies, doctrines et sentences des philosophes illustres, Livre II. En ligne ,

#### Autres traditions
Certaines traditions hostiles à Socrate fournissent quelques éléments :
- un pamphlet, intitulé Accusation de Socrate, du sophiste Polycrate, écrit vers 393
- hostilité des Épicuriens (voir Cicéron, Brutus, 85)
  - Philodème de Gadara blâme l'ironie socratique comme une forme d'orgueil
- Porphyre de Tyr, Histoire des philosophes, fragments 8 et 9
- Libanios (rhéteur)

### Ouvrages généraux
- Luc Brisson (dir.) (trad. du grec ancien), Platon : Œuvres complètes, Paris, Éditions Flammarion, 2008 (1re éd. 2006), 2204 p. (ISBN 978-2-08-121810-9).
- Pierre Pellegrin (dir.) (trad. du grec ancien), Aristote : Œuvres complètes, Paris, Éditions Flammarion, 2014, 2923 p. (ISBN 978-2-08-127316-0).
- Émile Chambry, Émeline Marquis, Alain Billault et Dominique Goust (trad. du grec ancien par Émile Chambry), Lucien de Samosate : Œuvres complètes, Paris, Éditions Robert Laffont, coll. « Bouquins », 2015, 1248 p. (ISBN 978-2-221-10902-1).
- François Châtelet, Histoire de la philosophie, 1 : La philosophie païenne, Hachette, 1972.
- Pierre Hadot (préf. Arnold I. Davidson), Exercices spirituels et philosophie antique, Éditions Albin Michel, coll. « Bibliothèque de l'évolution de l'Humanité », 2002 (1re éd. 1981) (ISBN 978-2-226-13485-1).
- Pierre Hadot, Qu'est-ce que la philosophie antique ?, Paris, Éditions Gallimard, coll. « Folio Essais », 1995, 461 p. (ISBN 978-2-07-032760-7).
- Émile Bréhier, Histoire de la philosophie, tome I, Paris, Félix Alcan, 1926-1927.

### Ouvrages et études sur Socrate
- (de) Friedrich Schleiermacher, « Ueber den Werth des Sokrates als Philosophen » (1818), dans Sämmtliche Werke, vol. II, 1838, p. 287-308 [lire en ligne]
- Friedrich Nietzsche
  - La Naissance de la tragédie (1872)
  - Crépuscule des idoles (1888) § « Le problème de Socrate »
- Émile Boutroux, Socrate, fondateur de la science morale (1883) lire en ligne sur Gallica
- André-Jean Festugière, Socrate, Paris, Flammarion, 1934
- Thomas Deman, Socrate et Jésus, L'Artisan du livre, 1944
- Jean Humbert, Socrate et les petits socratiques, Paris, PUF, 1967
- Pierre Hadot, Éloge de Socrate, Paris, Allia, 2007 (1re éd. 1998), 75 p. (ISBN 978-2-911188-83-1 et 2-911188-83-7, lire en ligne)
- Claude Mossé, - 399. Le Procès de Socrate, Bruxelles, Complexe, coll. « La mémoire des siècles », 1987, 153 p. (ISBN 2-87027-201-4)
- Francis Wolff, Socrate, Paris, Presses universitaires de France, coll. « Philosophies », 2010 (1re éd. 1985), 128 p. (ISBN 978-2-13-040131-5)
- Gregory Vlastos (trad. de l'anglais par Catherine Dalimier), Socrate : Ironie et philosophie morale [« Socrates, Ironist and moral philosopher »], Paris, Aubier, coll. « Philosophie », 1994 (1re éd. 1991), 455 p. (ISBN 2-7007-3341-X)
- (en) Gregory Vlastos (préf. Miles Burnyeat), Socratic Studies, Cambridge, Cambridge University Press, 1994, 152 p. (ISBN 0-521-44213-3)
- Paul Zanker (en), The Mask of Socrates. The Image of the Intellectual in Antiquity, trad. Alan Shapiro, University of California Press, 1995 (trad. de Die Maske des Sokrates. Das Bild des Intellektuellen in der Antiken Kunst, 1995) [lire en ligne]
- (en) Thomas C. Brickhouse et Nicholas D. Smith, The Philosophy of Socrates, Westview Press, 2000
- « Figures de Socrate », Philosophie antique. Problèmes, renaissances, usages, no 1,‎ 2001 (ISBN 2-85939-711-6)
- Louis-André Dorion, Socrate, Paris, Presses universitaires de France, coll. « Que sais-je ? », 2004 (ISBN 2-13-054067-8)
- Leo Strauss, « Le problème de Socrate », Archives de Philosophie, 2/2007, tome 70 [lire en ligne]
- (en) Donald R. Morrison (dir.), The Cambridge Companion to Socrates, Cambridge University Press, 2011
- (en) John Bussanich (dir.) et Nicolas D. Smith (dir.), The Bloomsbury Companion to Socrates, Bloomsbury, 2013
- (en) Debra Nails, « Socrates », Stanford Encyclopedia of Philosophy,‎ 19 mars 2014 (lire en ligne, consulté le 17 mai 2014)
- Gilles Guigues, Recueillement de Socrate. Sur l'âme, source et principe d'existence, Paris, L'Harmattan, coll. « Ouverture philosophique », 2014, 208 p.  (ISBN 978-2-343-04651-8)
- Paulin Ismard, L’Événement Socrate, Paris, Flammarion, collection « Au fil de l’histoire », 2013 (compte-rendu sur le site la Vie des idées)

### Sur le Socrate de Xénophon
- « Les écrits socratiques de Xénophon », Les Études philosophiques, 2004/2, no  69 [lire en ligne]
- Louis-André Dorion, « Socrate et l'utilité de l'amitié », Revue du MAUSS, 1/2006, no  27 [lire en ligne]
- Louis-André Dorion, « Le daimonion et la megalêgoria de Socrate dans l’Apologie de Xénophon », Cahiers des études anciennes, XLV, 2008 [lire en ligne]
- Louis-André Dorion, L'Autre Socrate. Études sur les écrits socratiques de Xénophon, Les Belles Lettres, coll. « L'Âne d'or », 2013.

### Ouvrages de vulgarisation
[réf. incomplète]
- Olivier Postel-Vinay, Le Taon dans la cité : Actualité de Socrate, Descartes & Cie, 1994.
- Dominique Sels, Les Mots de l'amour arrivent d'Athènes, vocabulaire de l'amour dans Le Banquet de Platon, suivi du Portrait de Socrate, étude pour le plaisir, éditions de la Chambre au Loup, 2008  (ISBN 978-2-9528451-2-0) Lettres classiques. Lexicologie (grec ancien). Précédé d'une préface, suivi d'un portrait de Socrate, d'une postface et d'un double index (grec–français). Titre référencé dans le tome 79 de L'Année philologique (APh ; Plato Philosophus – Études).

### Récit pour la jeunesse
- Salim Mokaddem, Socrate est amoureux, Les petits Platons, 2011.